# Crisis on Infinite Earths (Arrowverse)
 (janvier 2020).
Si vous disposez d'ouvrages ou d'articles de référence ou si vous connaissez des sites web de qualité traitant du thème abordé ici, merci de compléter l'article en donnant les références utiles à sa vérifiabilité et en les liant à la section « Notes et références ».
Crisis On Infinite Earths est le titre du sixième crossover annuel de l'Arrowverse, en cinq épisodes, comprenant successivement un épisode de Supergirl, Batwoman, Flash, Arrow et Legends of Tomorrow. Sa première diffusion s'est faite sur trois jours, entre le 8 et le 10 décembre 2019 puis le 14 janvier 2020 sur The CW. Il est librement adapté de l'arc des comics du même nom.

## Synopsis

### Prologue
Une crise majeure va frapper le Multivers et le Monitor veut tester les héros pour les préparer à l'événement. Pour cela, il envoie Oliver Queen effectuer différentes missions pour préparer la riposte, ramène le frère de J'onn J'onzz sur Terre-38 et récupère le corps de Lex Luthor. Sur Terre-1, Barry Allen et Iris West-Allen, qui savaient pour la crise depuis 2014, s’aperçoivent qu'elle se rapproche, avancée du 25 avril 2024 au 10 décembre 2019. Ils tentent tout ce qu’ils peuvent pour se préparer à cette crise inévitable, du fait que dans l'horizon des possibles, seul l'univers où Flash meurt va survivre.
Au cours de ses missions, Oliver va voir la destruction de Terre-2 et être réuni avec son fils William Clayton ainsi que sa fille Mia Smoak et le fils adoptif de son ami John Diggle, Connor Hawke, ramenés de 2040 sans raison apparente. Il va également découvrir que Lyla Michaels collabore avec le Monitor. S'interrogeant sur les motivations de l'être cosmique et les causes de la crise, Oliver va en parallèle essayer d'arrêter celui-ci.
Sur Terre-38, le Monitor va libérer le frère de J'onn J'onzz, Ma'alefa'ak (Maléfic), de la Zone fantôme où il avait été banni plusieurs centaines d’années. Cette libération a pour but de tester si le Martien va parvenir à se libérer de sa culpabilité d'avoir banni son frère et d’avoir effacé son souvenir de la mémoire collective des Martiens. 
Sur Terre-1, Nash Wells, un des doubles de Harrison Wells voyageant entre les mondes à la recherche du Monitor qu’il considère comme un faux dieu, va trouver son repaire sous Central City de Terre-1 et, en tentant d'en ouvrir la porte le 9 décembre 2019 à 23 h 58, va être aspiré à l'intérieur. C’est ainsi que deux minutes plus tard, le 10 décembre 2019 à minuit, la crise commence. Oliver et Mia voient le ciel de Terre-1 devenir rouge et Lyla, devenue l'harbinger grâce à l'énergie accumulée par l'arme assemblée au cours des missions d'Oliver, vient chercher les héros.

### Intrigue
Les Terres 9, 66, 89 et X sont touchées par la crise, balayées par une vague d'anti-matière. La prochaine dimension visée est celle de Terre-38, secouée par de violents tremblements de terre. Grâce à Brainiac 5, Supergirl parvient à prévenir Argo City de l'arrivée de la vague, mais ne peut empêcher sa destruction. Alura Zor-El pousse Kal-El et sa femme Lois Lane à envoyer leur fils nouveau-né, Jonathan, vers la Terre avant d'accepter leur sort. Harbinger arrive peu après avec Kal-El et Lois, saufs, et plusieurs héros de Terre-1 : Oliver Queen et sa fille Mia Smoak, Barry Allen, Kate Kane, Sara Lance et Ray Palmer. Le Monitor avait prévu un système de défense capable de contenir la vague d'anti-matière temporairement et les héros doivent protéger la tour quantique qui génère le champ repoussant l'anti-matière, le temps que Terre-38 soit évacuée. Pour maintenir les portails dimensionnels, Alex Danvers doit convaincre Lena Luthor, réticente après avoir été dupée par ses amis, qui accepte. Brainiac V repère que le vaisseau de Jonathan a traversé un trou de ver vers Terre-16 en 2046, et part le récupérer avec Lois et Sara, pendant que les autres voient arriver les démons de l'Anti-Monitor vers la tour. Avant le combat, Oliver s'assure de passer le flambeau de Green Arrow à sa fille, mais quand Barry lui dit qu'il va mourir pour sauver le multivers de la crise, Oliver exige des explications du Monitor avec qui il avait passé un pacte un an auparavant. L'évacuation de Terre-38 commence et la tour faiblit rapidement. Le Monitor estime le combat perdu et commence à envoyer les héros sur Terre-1, mais Oliver refuse et reste le plus longtemps possible. Alors que les héros survivants se réunissent, le Monitor ramène un Oliver mourant, remerciant ses alliés dans un dernier souffle. L'être cosmique est perturbé par cet événement qu'il n'avait pas prévu. Nash Wells, devenu le Pariah pour avoir libéré l'Anti-Monitor de sa prison, annonce que le multivers est condamné. 
Harbinger recrute Mick Rory, dernier des Légendes de Terre-74, pour utiliser le Waverider comme nouvelle base. Le Monitor constate que ses pouvoirs diminuent à mesure que l'Anti-Monitor gagne en puissance. Il ne peut donc pas ramener Oliver en vie mais réussit à récupérer le Livre de la Destinée, qui lui révèle l'existence de sept héros du multivers, les Paragons, pourront mener le combat et l'emporter. Deux sont nommés — Sara et Kara — et deux autres restent à clairement identifier : Clark, Lois et Iris West-Allen partent sur les traces d'un Superman ayant tout perdu, Kate et Kara vont à la rencontre du Batman de Terre-99. Harbinger surprend Lex voler le Livre et fuir dans le multivers pour tuer tous les Supermen, un plan que le Monitor avait vu. Le seul que Lex épargne est le Clark Kent de Terre-167, qui a renoncé à ses pouvoirs pour une vie simple avec Lois à Smallville. Le Superman recherché est celui de Terre-96 et Lex le force à combattre le Superman de Terre-38 ; Lois parvient à assommer Lex et utiliser le livre pour arrêter le combat. Kate et Kara trouvent un Bruce Wayne âgé, brisé par les combats, et elles réalisent peu à peu que ce Batman a rompu son serment de ne jamais tuer et s'en est même pris au Superman de sa terre. Refusant de revenir sur la voie héroïque, il tente de tuer Kara et meurt accidentellement. En secret, Sara, Barry, Mia et John Constantine trouvent un Puits de Lazare sur Terre-18, gardé par Jonah Hex, mais le sorcier ne parvient pas à ramener l'âme d'Oliver, sa magie étant perturbée par l'anti-matière grandissante. Ray Palmer finit par mettre au point un dispositif pour repérer les Paragons, confirmant que Kate est l'un d'entre eux. Harbinger est prise de vertiges et dans ses visons, voit l'Anti-Monitor l'appeler à rejoindre ses rangs.
La Terre-203 est détruite sous les yeux d'Helena Kyle alors qu'elle était en contact avec Oracle. Sur Terre-1, la team Flash arrive pour aider les héros à sauver le multivers. Superman de Terre-96, et J'onn J'onzz de Terre-38, sont envoyés dans le multivers pour aider les six dernières Terres à évacuer sur Terre-1. Ray et Cisco parviennent à trouver les derniers Paragons : Flash de Terre-1 est le Paragon de l'amour, J'onn J'onzz de Terre-38 est le Paragon de l'honneur et Ryan Choi, un scientifique de Terre-1, est le Paragon de l'humanité. Cisco parvient à localiser le centre de l'anti-matière et le Monitor lui redonne ses pouvoirs de Vibe pour qu'il joue son rôle. Pendant ce temps, Constantine, Diggle et Mia se rendent sur Terre-666 pour trouver un moyen de se rendre dans le Purgatoire. Ils y rencontrent Lucifer qui les aide à franchir la porte. Dans le multivers, Superman de Terre-96, et J'onn J'onzz de Terre-38, échouent à sauver les dernières Terres. Ray, Iris et Ralph se rendent à Ivy Town pour recruter Ryan Choi. Flash, Killer Frost et Vibe se rendent dans les souterrains où ils sont approchés par Pariah. Vibe se sert de ses souvenirs pour entrer dans le repaire de l'Anti-Monitor où ils retrouvent le Flash de Terre-90, capturé par l'Anti-Monitor et forcé à alimenter le canon d'anti-matière. Pariah fait venir Black Lightning de Terre-73 qui a été détruite pour alimenter l'arme. Barry de Terre-1 comprend qu'il est temps de se sacrifier, mais le Barry de Terre-90 lui vole sa vitesse le temps de parvenir à surcharger le canon et se sacrifie à sa place. Dans un Purgatoire à l'apparence de Lian Yu, Constantine, Diggle et Mia retrouvent Oliver et rencontrent Jim Corrigan / Spectre qui dévoile qu'Oliver est amené à devenir le nouveau Spectre. Oliver accepte et fait ses adieux à sa fille. Sur le Waverider, Kara veut utiliser le Livre du destin mais Kate s'y oppose, Kara finit par céder et Kate dévoile qu'elle a de la kryptonite qu'elle a pris à Bruce Wayne sur Terre-99. Kara veut que Kate la garde si nécessaire. Harbinger revient sur le vaisseau, semblant encore confuse mais le Monitor et Flash comprennent qu'elle est corrompue par l'Anti-Monitor. Elle neutralise les héros et s'attaque au Monitor, qu'elle tue, et elle provoque une dernière vague d'anti-matière pour détruire Terre-1, la dernière Terre du multivers. Pariah comprend dès lors sa mission et envoie les sept Paragons au Point de chute pour que ceux-ci ne soient pas repérés par l'Anti-Monitor. Sur place, Superman de Terre-96 disparaît pour laisser sa place à Lex Luthor, qui a vu les héros échouer et a utilisé le Livre pour devenir le nouveau Paragon.
Les Paragons passent des mois au Point de chute à chercher un moyen de partir. Oliver vient les chercher après avoir maitrisé les pouvoirs du Spectre et offre à Barry le pouvoir de plonger dans la Force Véloce avec assez de vitesse pour remonter 10 000 ans dans le passé, au moment où Mar Novu a ouvert la brèche vers l'anti-univers à l'Aube des temps, depuis la planète Maltus. Kara, Ryan Choi et Lex Luthor arrivent sur Maltus et le milliardaire, qui s'est donné des pouvoirs grâce au Livre de la destinée, tente de manipuler Mar Novu pour réécrire l'histoire et prendre le contrôle de l'univers. Pendant ce temps, J'onn, Kate, Barry et Sara doivent trouver leur voie à travers les souvenirs d'Oliver dans la Force Véloce. Kara et Ryan parviennent à empêcher Novu d'ouvrir le portail, en vain : un autre Novu du multivers a ouvert une brèche et l'arrivée de l'Anti-Monitor est inévitable. Les Paragons combattent les Démons d'ombre pendant qu'Oliver affronte l'Anti-Monitor. Oliver utilise ses derniers pouvoirs de Spectre pour créer un nouveau multivers, aidé par les valeurs des Paragons à travers la dernière page du Livre de la Destinée, et le premier héros meurt une deuxième fois.
Les Paragons se réveillent sur Terre-Prime, née de la fusion de Terre-1, Terre-38 et Terre-73 (la Terre de Black Lightning), où ils sont les seuls à se souvenir de la Crise et de sa résolution. Pendant que J'onn donne ses souvenirs de la crise aux autres héros, Sara espère alors retrouver Oliver, mais il semble bel et bien mort. Nash Wells, redevenu simple humain, se réveille et voit que de l'anti-matière se manifeste à nouveau : l'Anti-Monitor n'est pas mort. Ray Palmer et Ryan Choi pensent alors utiliser la technologie de l'armure ATOM pour créer une bombe capable de réduire l'être à l'infini, ne pouvant le détruire. Pendant qu'ils construisent la bombe, les autres contiennent l'armée de démons et l'Anti-Monitor, qui finit dans le microverse. Les héros se réunissent une dernière fois dans un mémorial fondé par Barry, dans un bâtiment où il commence à installer un repaire pour que les héros se réunissent lors d'un éventuel nouveau danger.

## Distribution
N.B. : en raison de la nature du crossover, de nombreux noms ont circulé avant toute annonce officielle, la plupart étant de simples rumeurs. Les acteurs figurant dans la liste ci-dessous sont ceux pour lesquels la participation au crossover a été confirmée.

### Acteurs principaux
- Stephen Amell (VF : Sylvain Agaësse) : Oliver Queen / Green Arrow / Le Spectre (Terre-1 et Terre-16)
- Grant Gustin (VF : Alexandre Gillet) : Barry Allen / Flash (Terre-1)
- Melissa Benoist (VF : Zina Khakhoulia) : Kara Danvers / Supergirl (Terre-38)
- Ruby Rose : Kate Kane / Batwoman (Terre-1)
- Caity Lotz (VF : Anne-Charlotte Piau) : Sara Lance / Canary / Ta-er al-Sahfer / White Canary (Terre-1)
- Brandon Routh (VF : Adrien Antoine) : Ray Palmer / The Atom (Terre-1), Clark Kent / Superman (Terre-96)[1]
- David Ramsey (VF : Namakan Koné) : John « Dig » Diggle / Spartan (Terre-1)
- Dominic Purcell (VF : Éric Aubrahn) : Mick Rory / Heat Wave (Terre-1 et Terre-74)
- Katie Cassidy (VF : Anne Tilloy) : Laurel Lance (Terre-2)
- Rick Gonzalez (VF : Paolo Domingo) : Rene Ramirez / Wild Dog (Terre-1)
- Juliana Harkavy (VF : Anne O'Dolan) : Dinah Drake / Black Canary (Terre-1)
- Candice Patton (VF : Jessica Monceau) : Iris West-Allen (Terre-1)
- Carlos Valdes (VF : Antoine Schoumsky) : Francisco « Cisco » Ramon / Vibe (Terre-1)
- Danielle Panabaker (VF : Marie Diot) : Dr Caitlin Snow / Killer Frost (Terre-1)
- Matt Ryan (VF : Axel Kiener) : John Constantine (Terre-1)
- David Harewood (VF : Paul Borne) : Hank Henshaw (en) / J'onn J'onzz (Terre-38)
- Chyler Leigh (VF : Véronique Desmadryl) : Alexandra « Alex » Danvers (Terre-38)
- Tyler Hoechlin : Kal-El / Clark Kent / Superman (Terre-38)[2]
- Bitsie Tulloch : Lois Lane (Terre-38 et Terre-75)[3]
- Jon Cryer : Lex Luthor (Terre-38)[4]
- Jesse Rath : Querl "Brainy" Dox / Brainiac 5 (Terre-38)
- Audrey Marie Anderson (VF : Anne Massoteau) : Lyla Michaels (Terre-1) / Harbinger[5]
- Katherine McNamara (VF : Cindy Tempez) : Mia Smoak / Blackstar (Terre-1)[6]
- Tom Cavanagh (VF : Serge Faliu) : Harrison "Nash" Wells / Pariah (Terre inconnue)[7]
- LaMonica Garrett (VF : Florian Wormser) : Mar Novu / The Monitor et Anti-Monitor[8]
- Cress Williams (VF : Daniel Lobé) : Jefferson Pierce / Black Lightning (Terre-73)[9]
- Osric Chau (VF : Alexandre Nguyen) : Ryan Choi / Atom II[10]

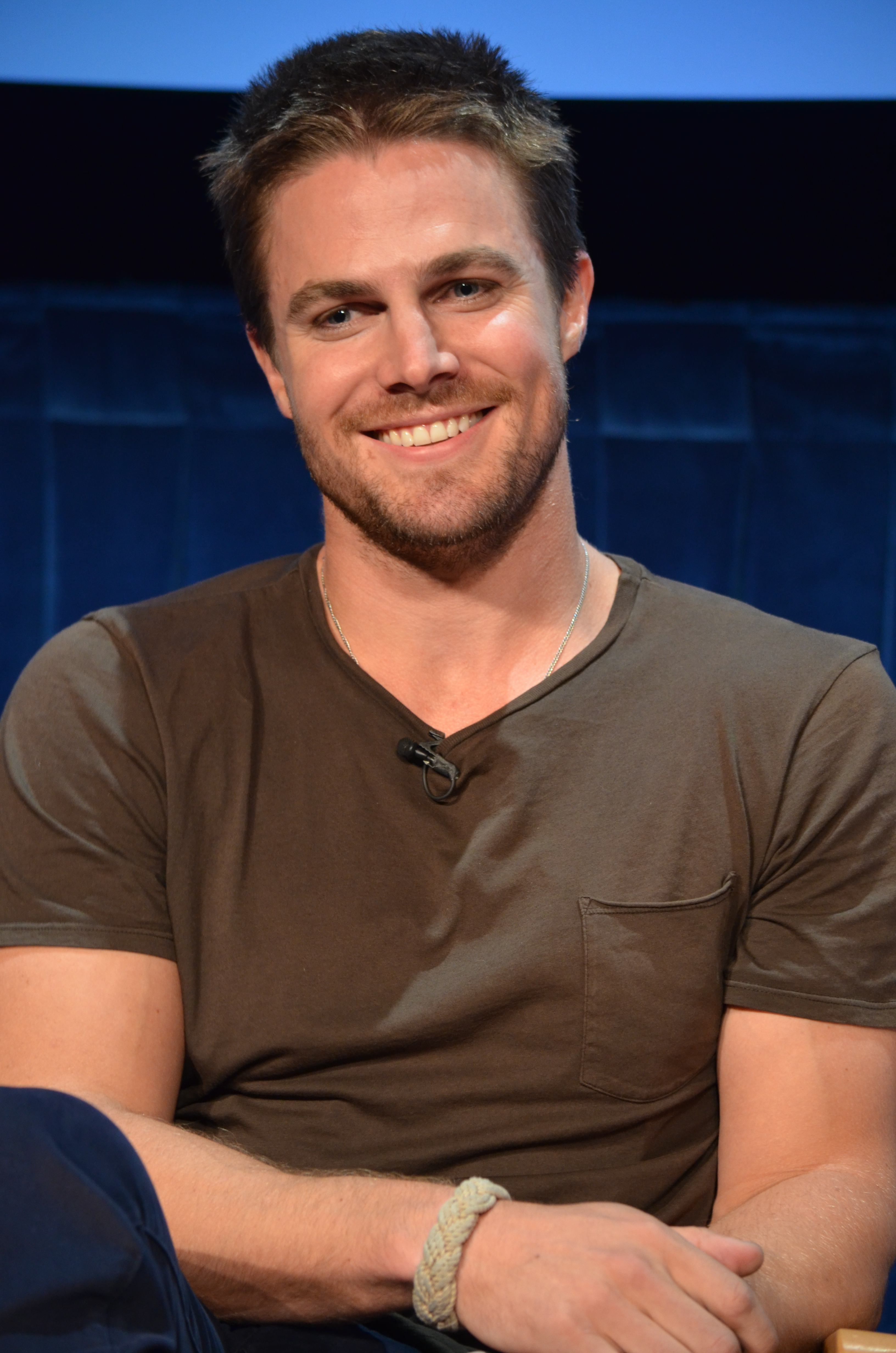
Stephen Amell incarne Oliver Queen / Green Arrow
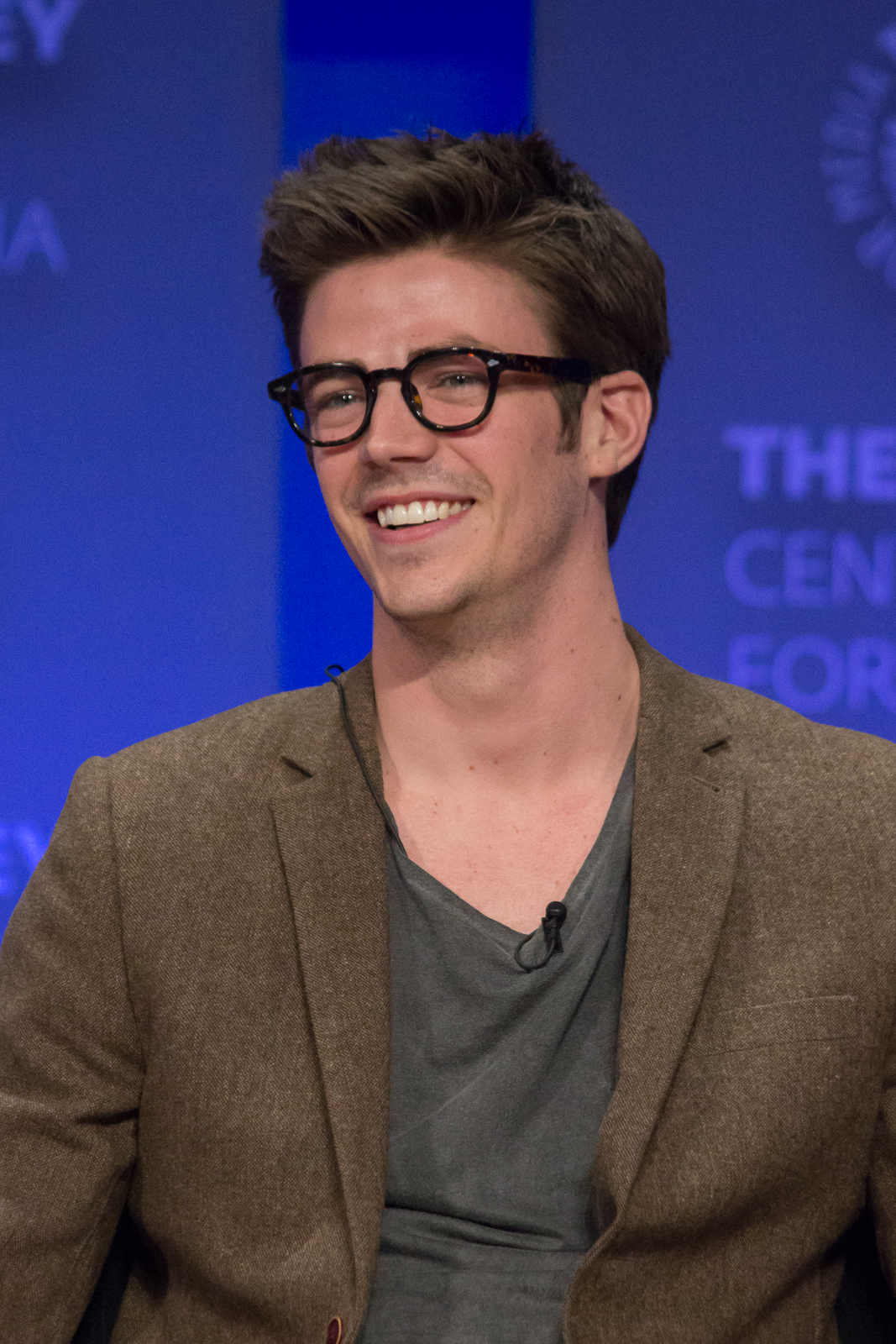
Grant Gustin incarne Barry Allen / Flash
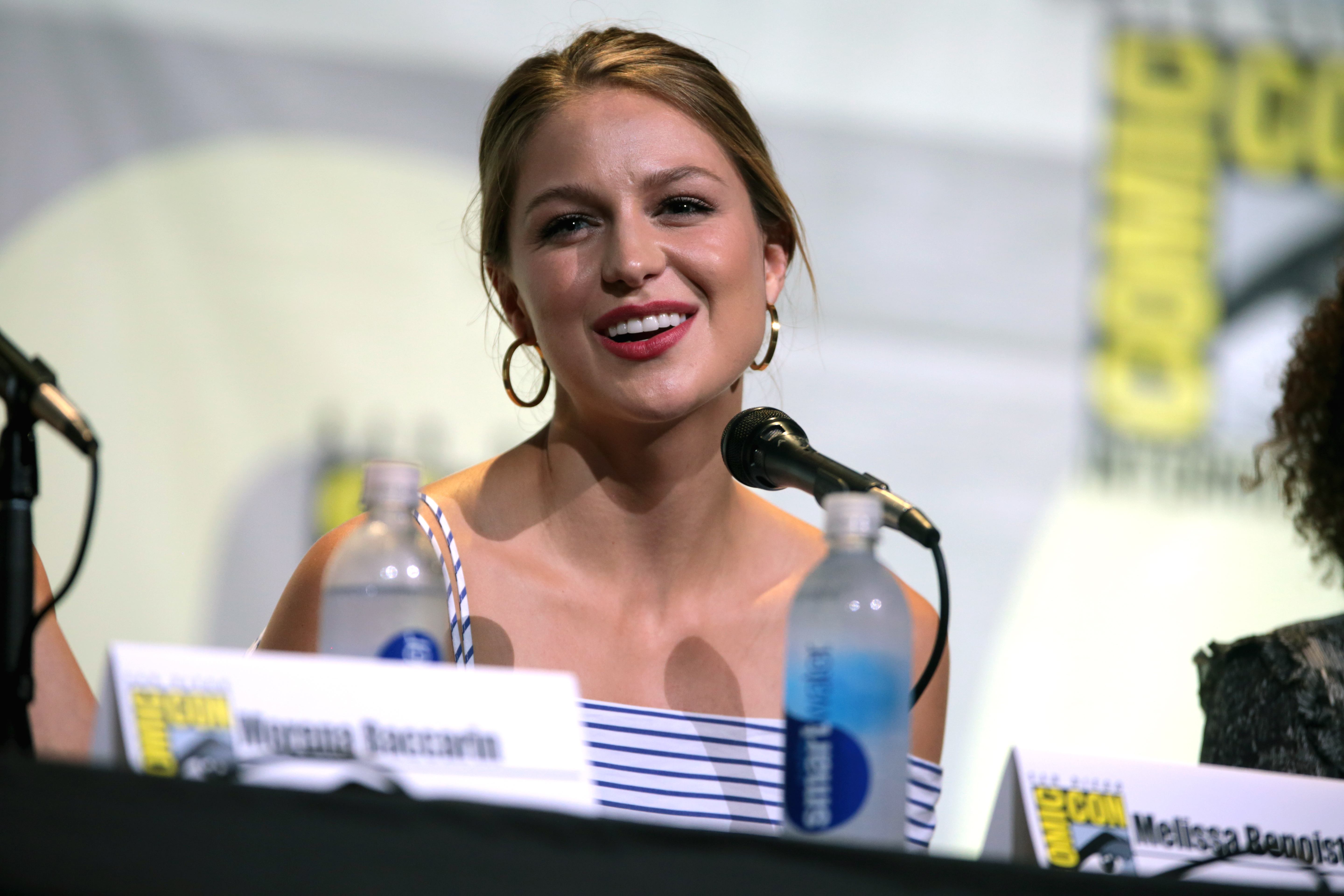
Melissa Benoist incarne Kara Danvers / Supergirl
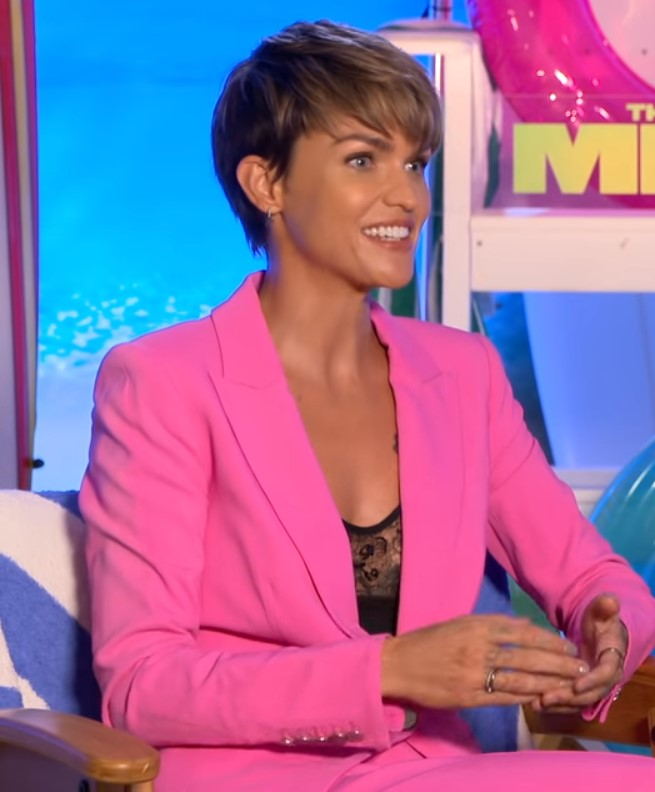
Ruby Rose incarne Kate Kane / Batwoman
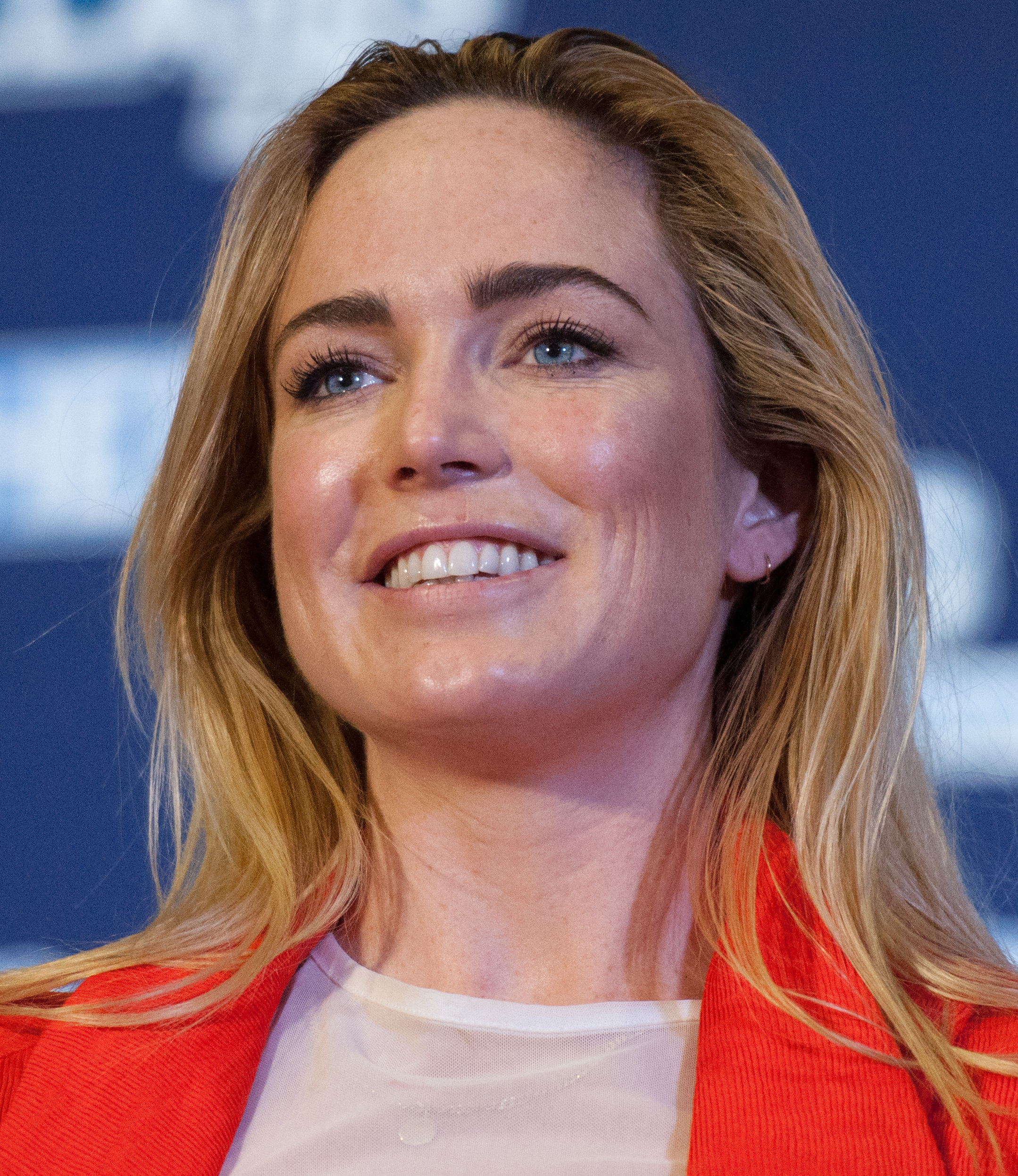
Caity Lotz incarne Sara Lance / White Canary
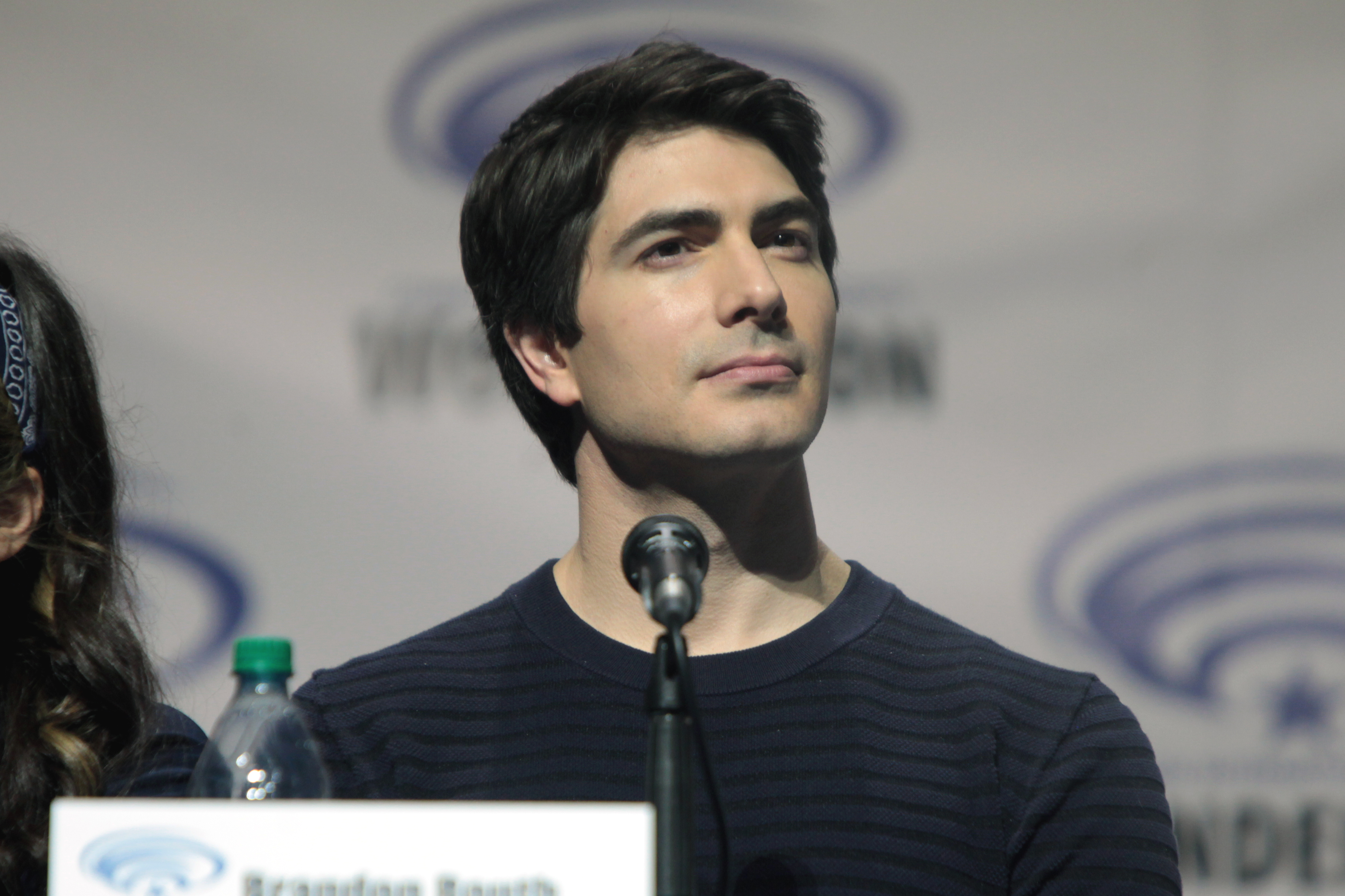
Brandon Routh incarne Ray Palmer / Atom & Superman
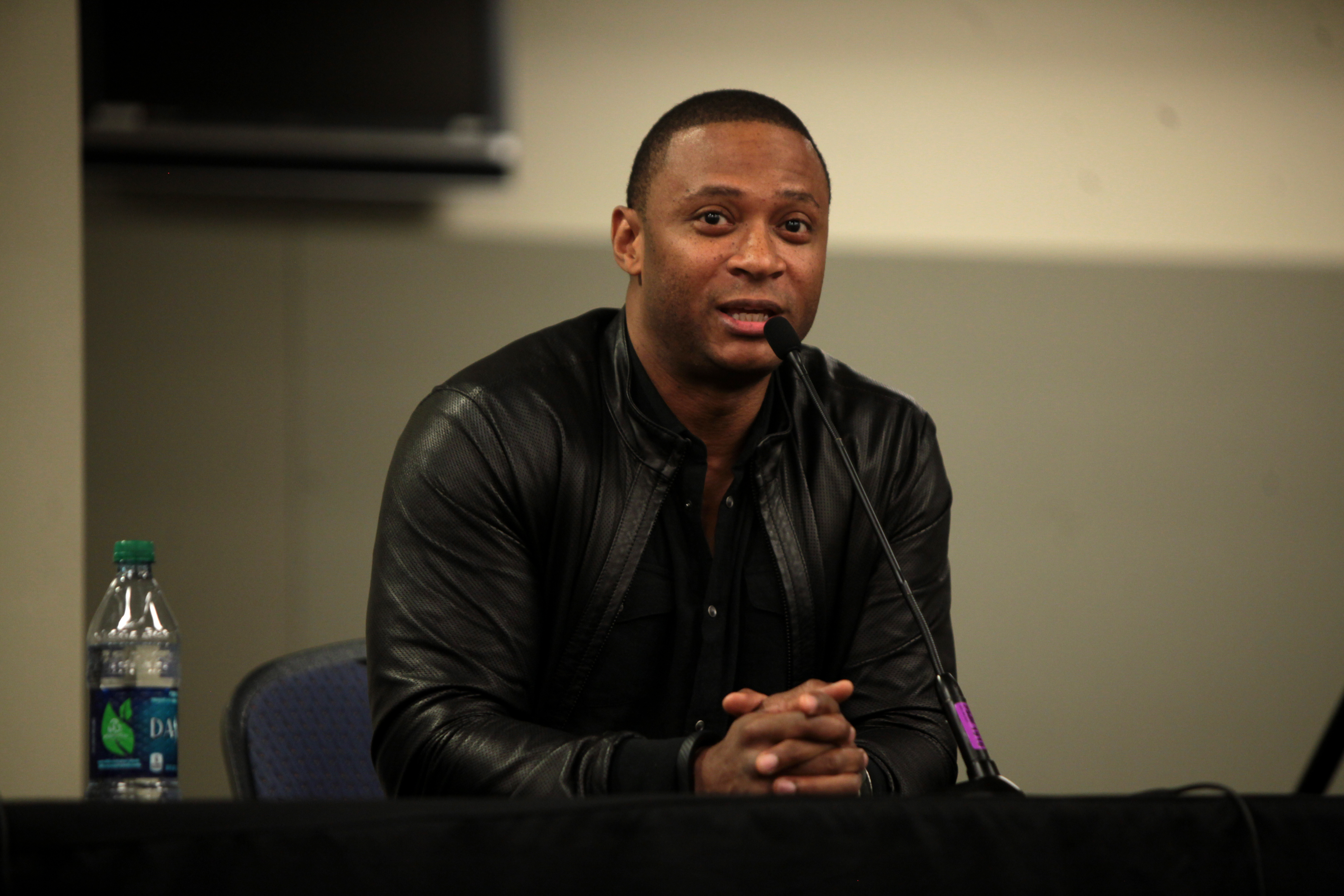
David Ramsey interprète John Diggle / Spartan
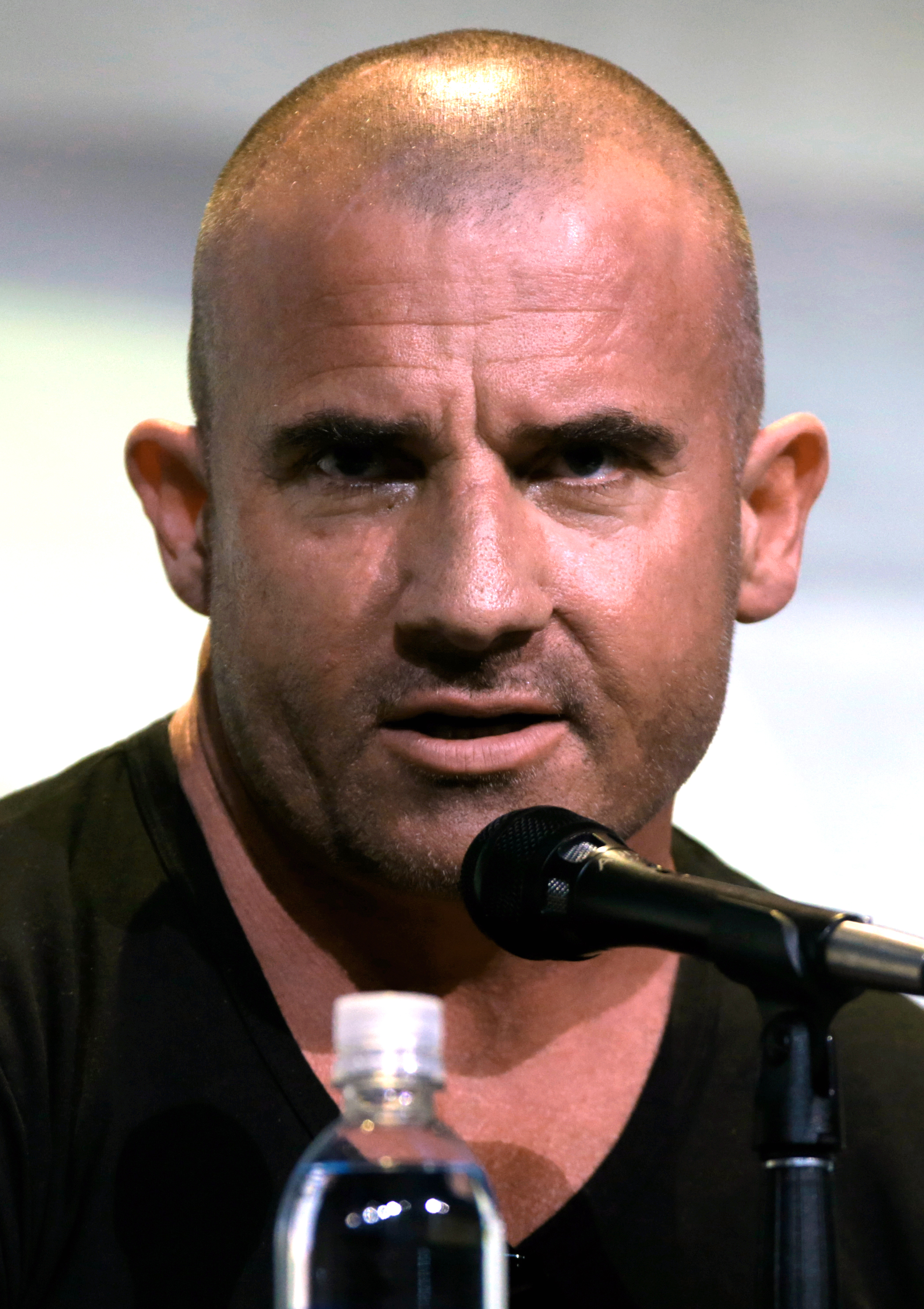
Dominic Purcell interprète Mick Rory / Heat Wave.
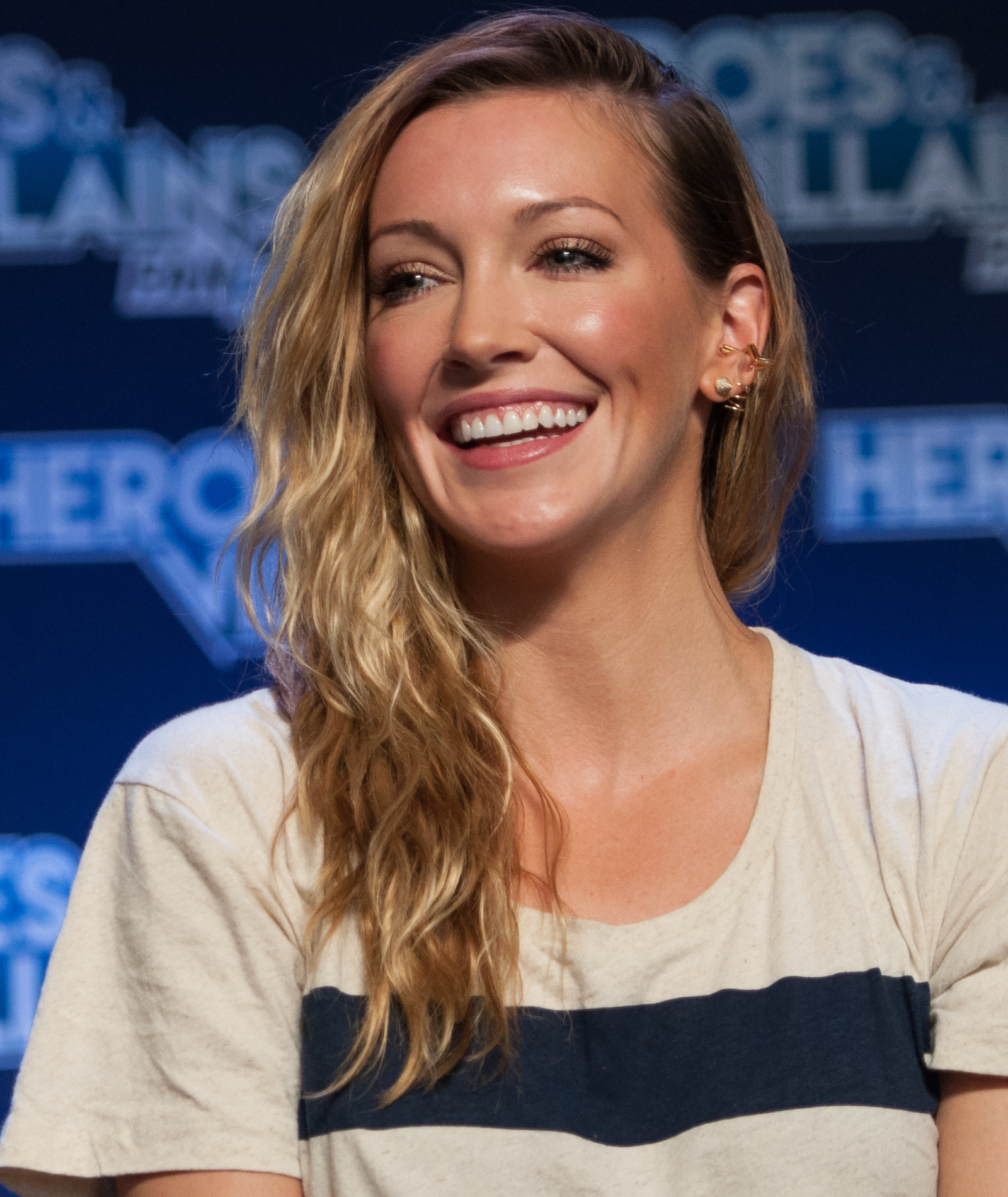
Katie Cassidy interprète Laurel Lance/ Black Canary/ Black Siren
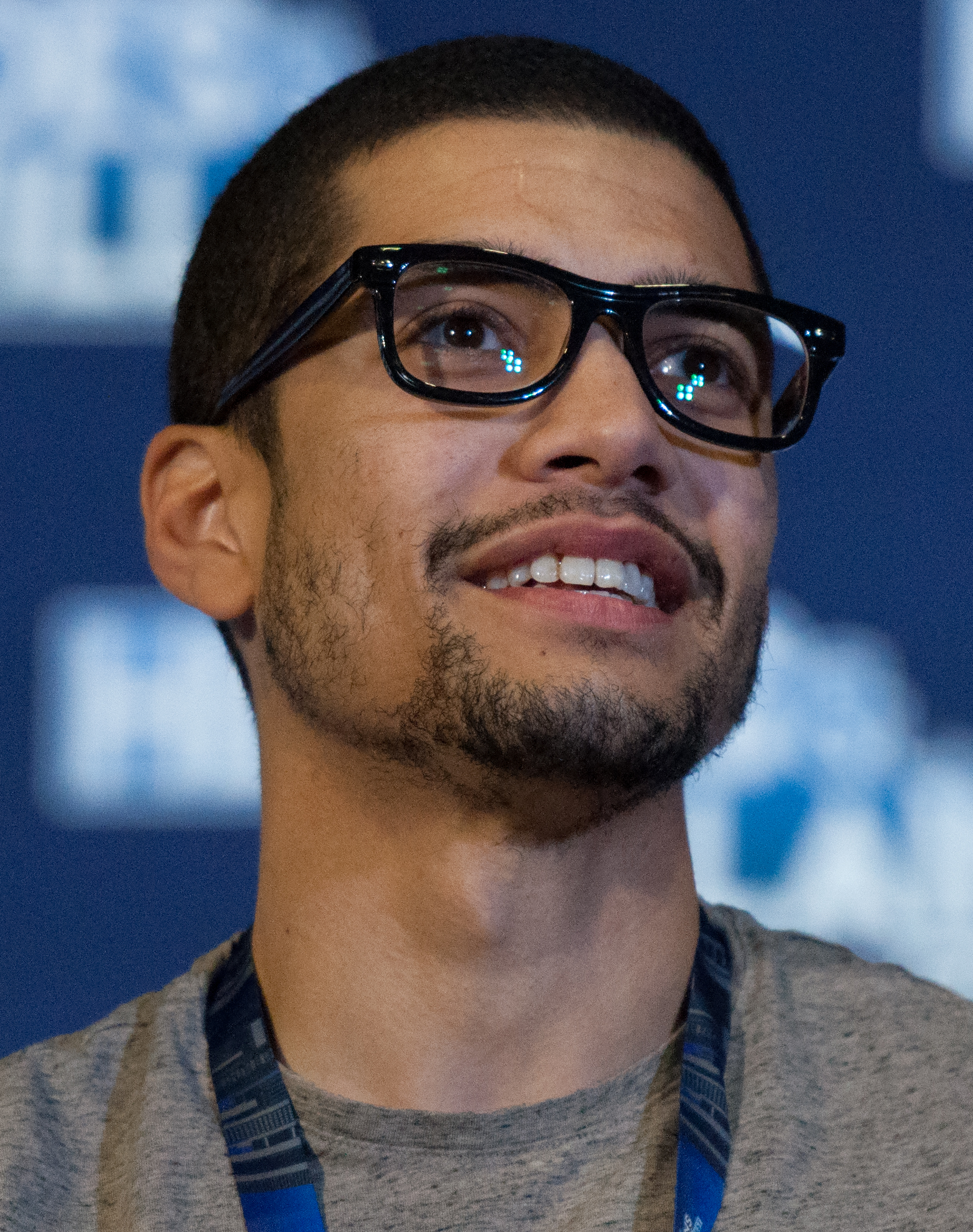
Rick Gonzalez interprètre Rene Ramirez / Wild Dog
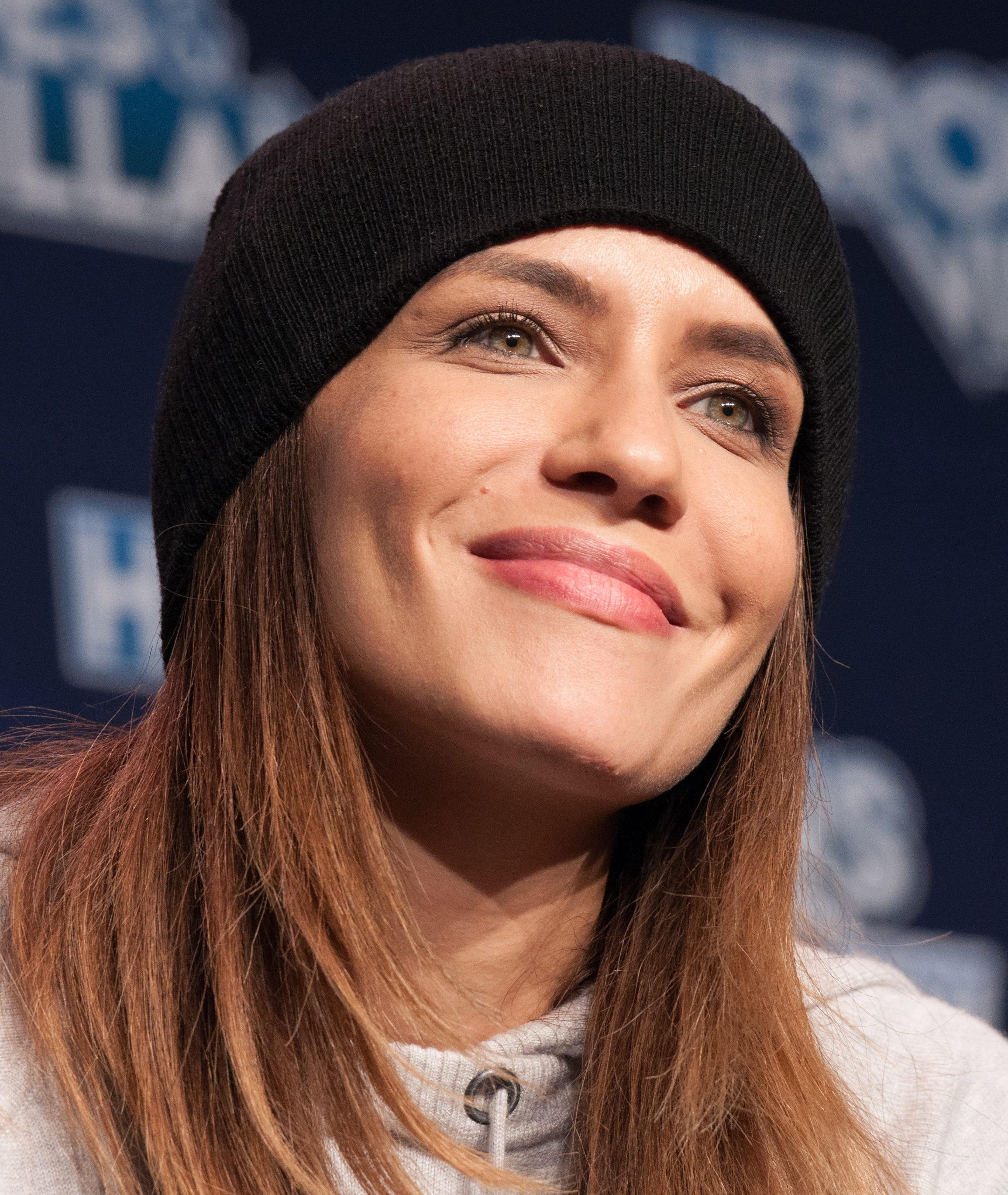
Juliana Harkavy interprète Dinah Drake / Black Canary
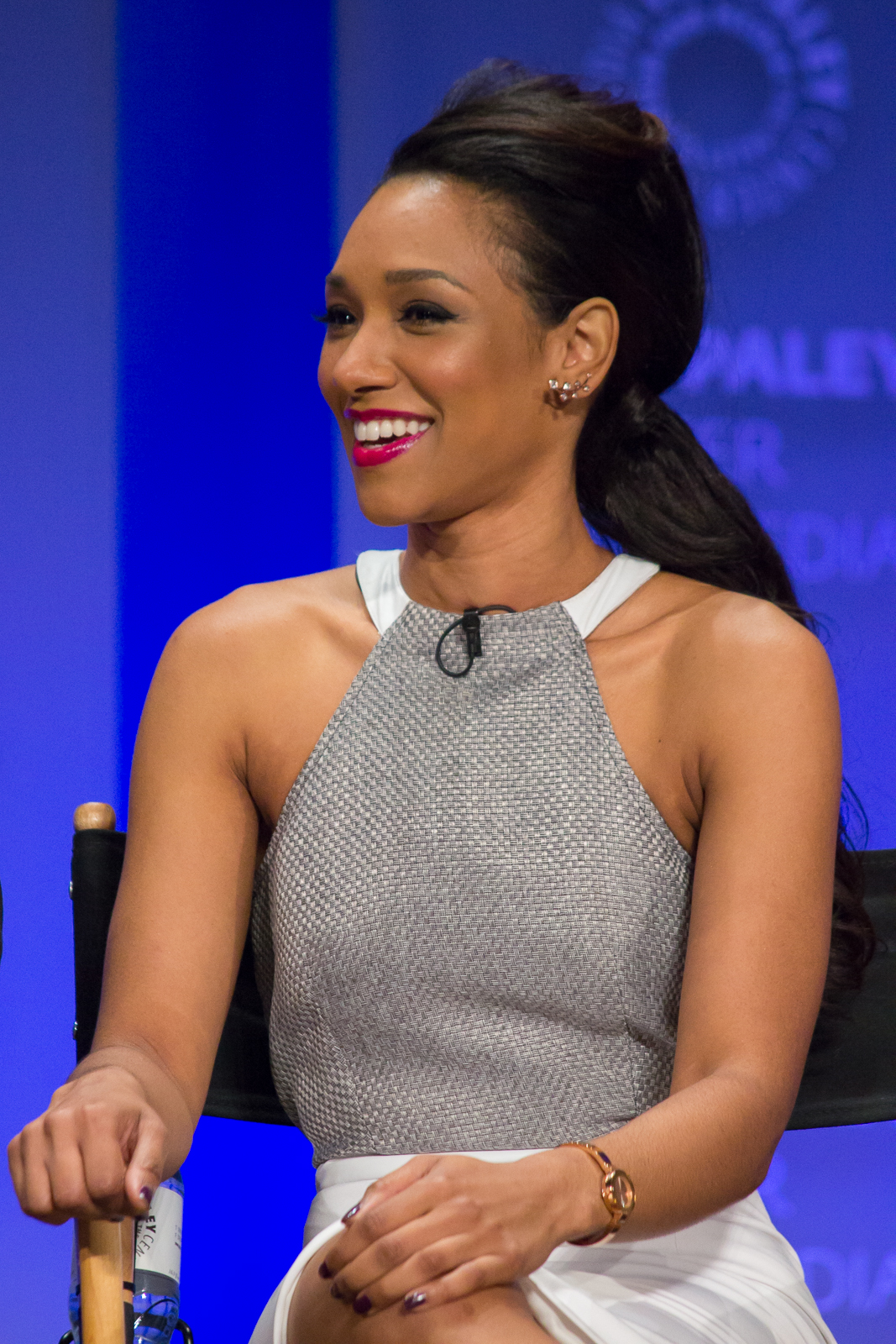
Candice Patton interprète Iris West.
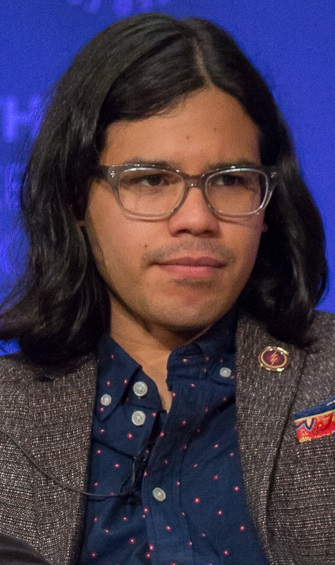
Carlos Valdes interprète Francisco « Cisco » Ramon / Vibe.
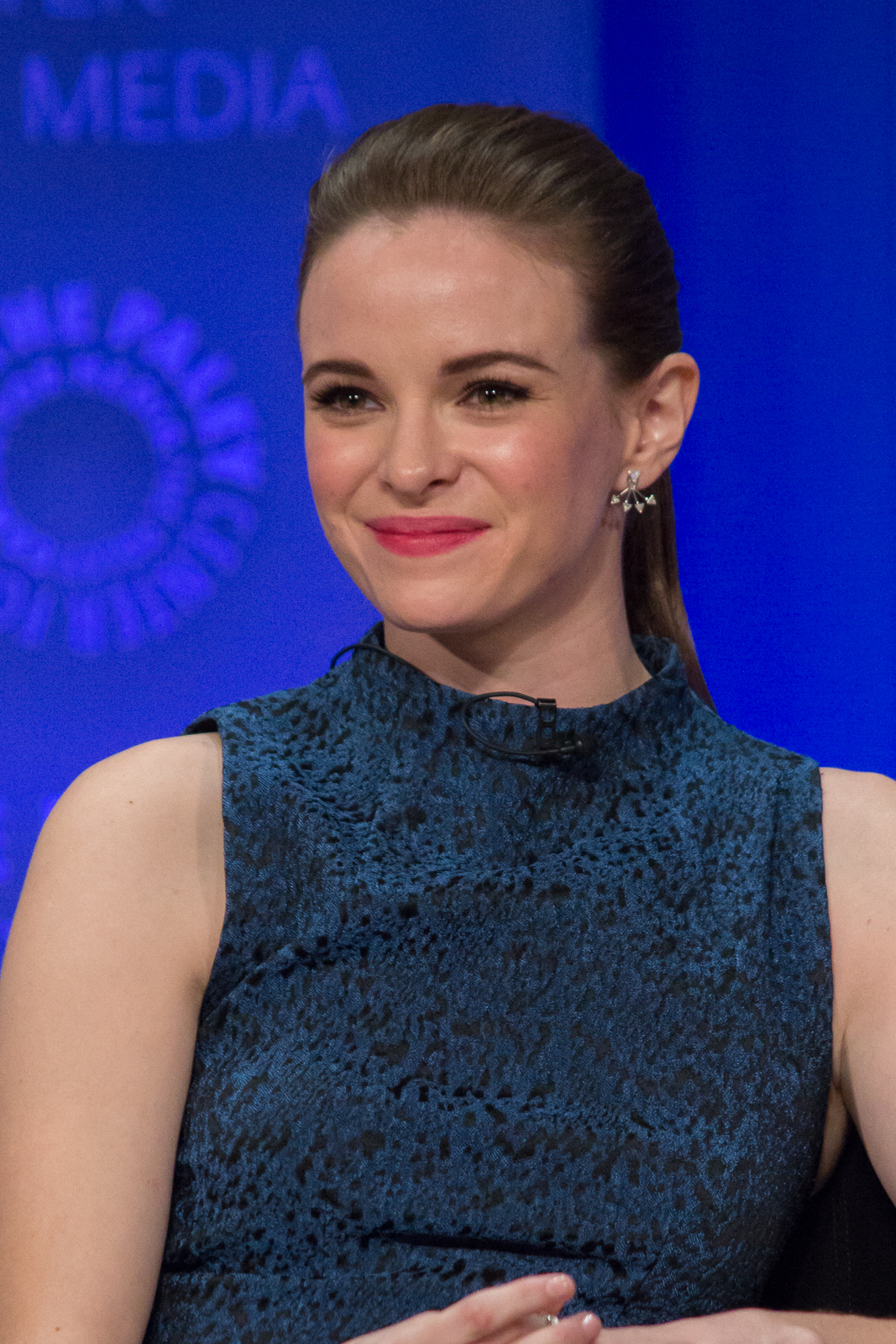
Danielle Panabaker interprète Caitlin Snow / Killer Frost.
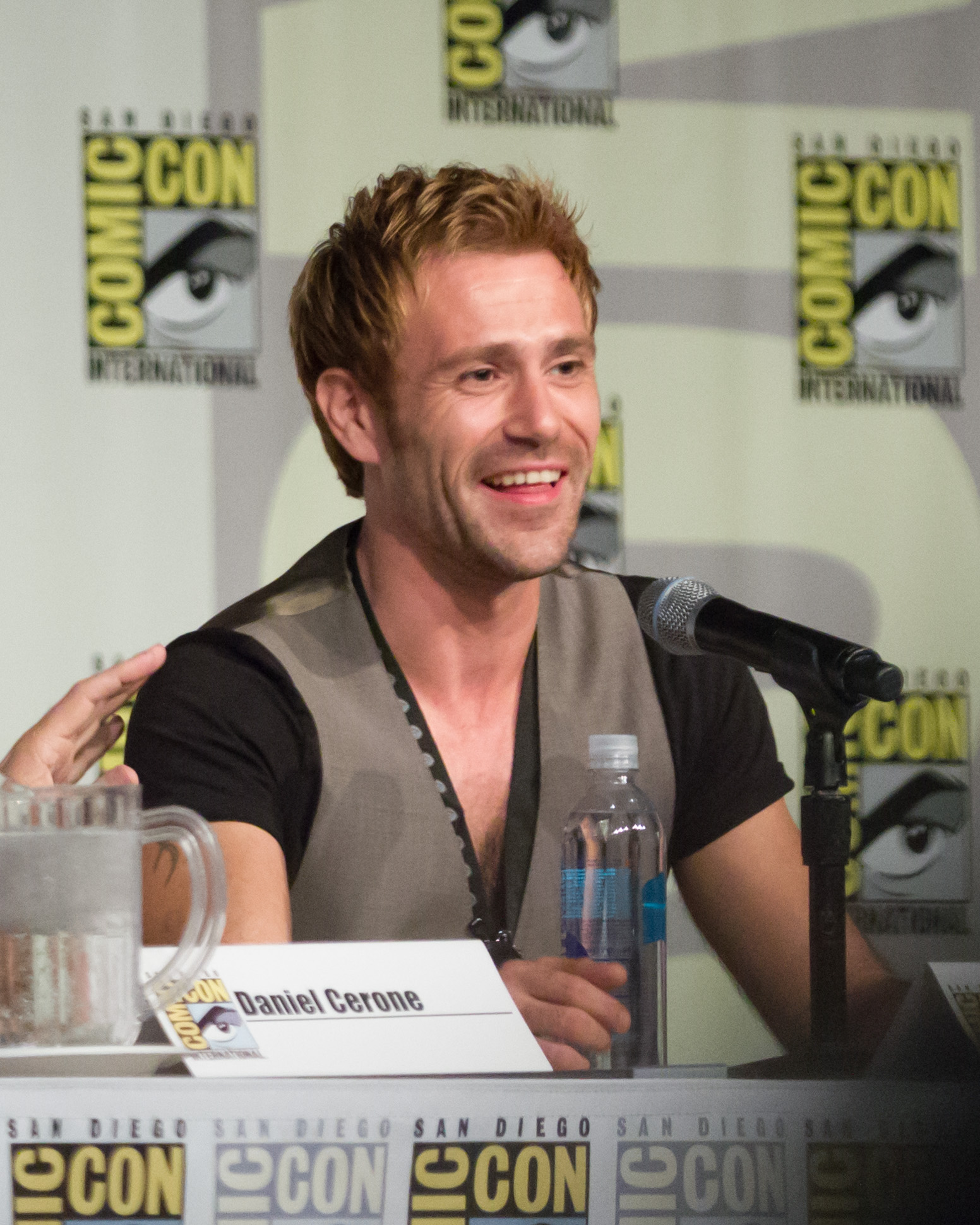
Matt Ryan interprète John Constantine.
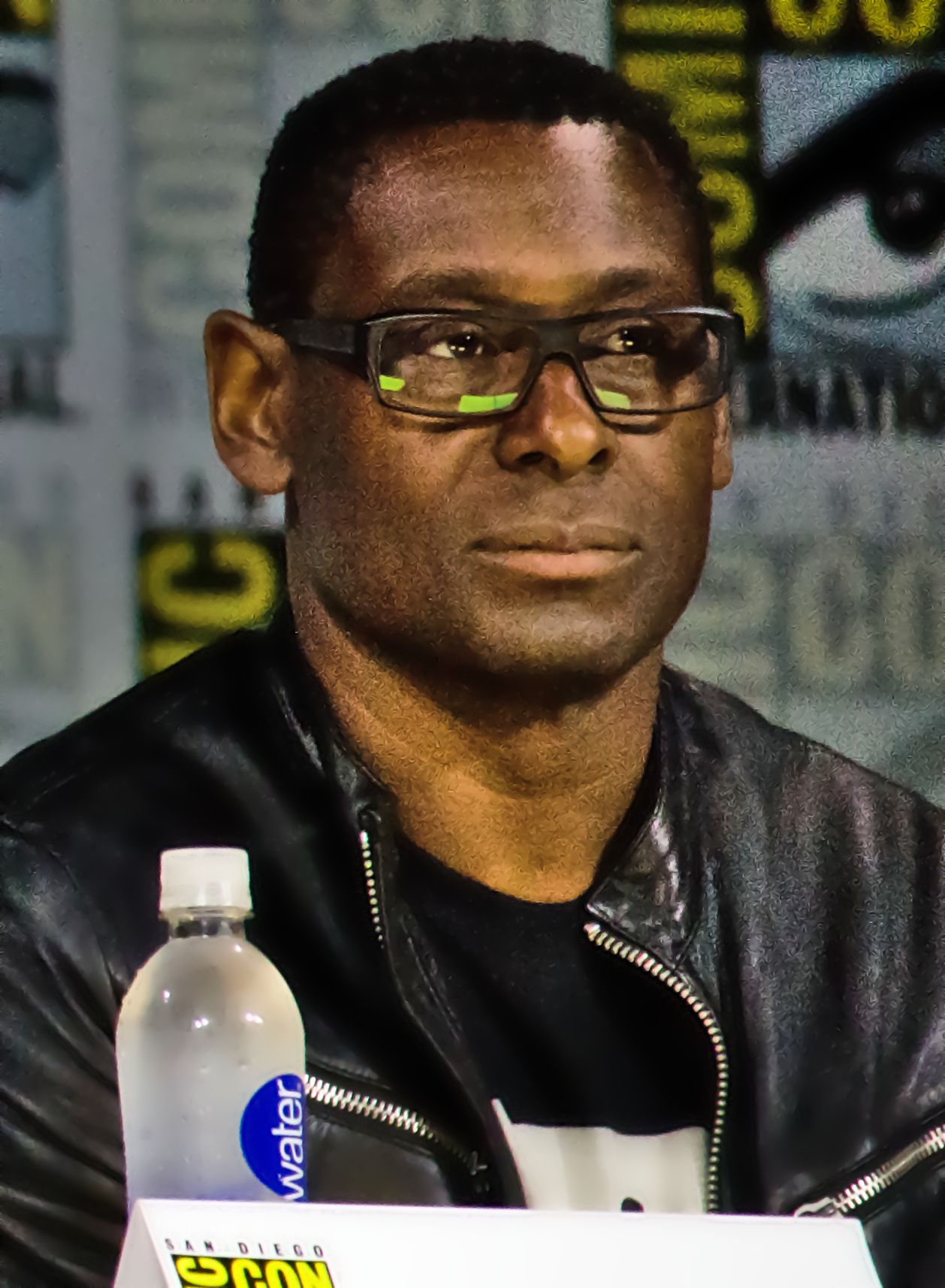
David Harewood interprète J'onn J'ozz / Martian Manhunter
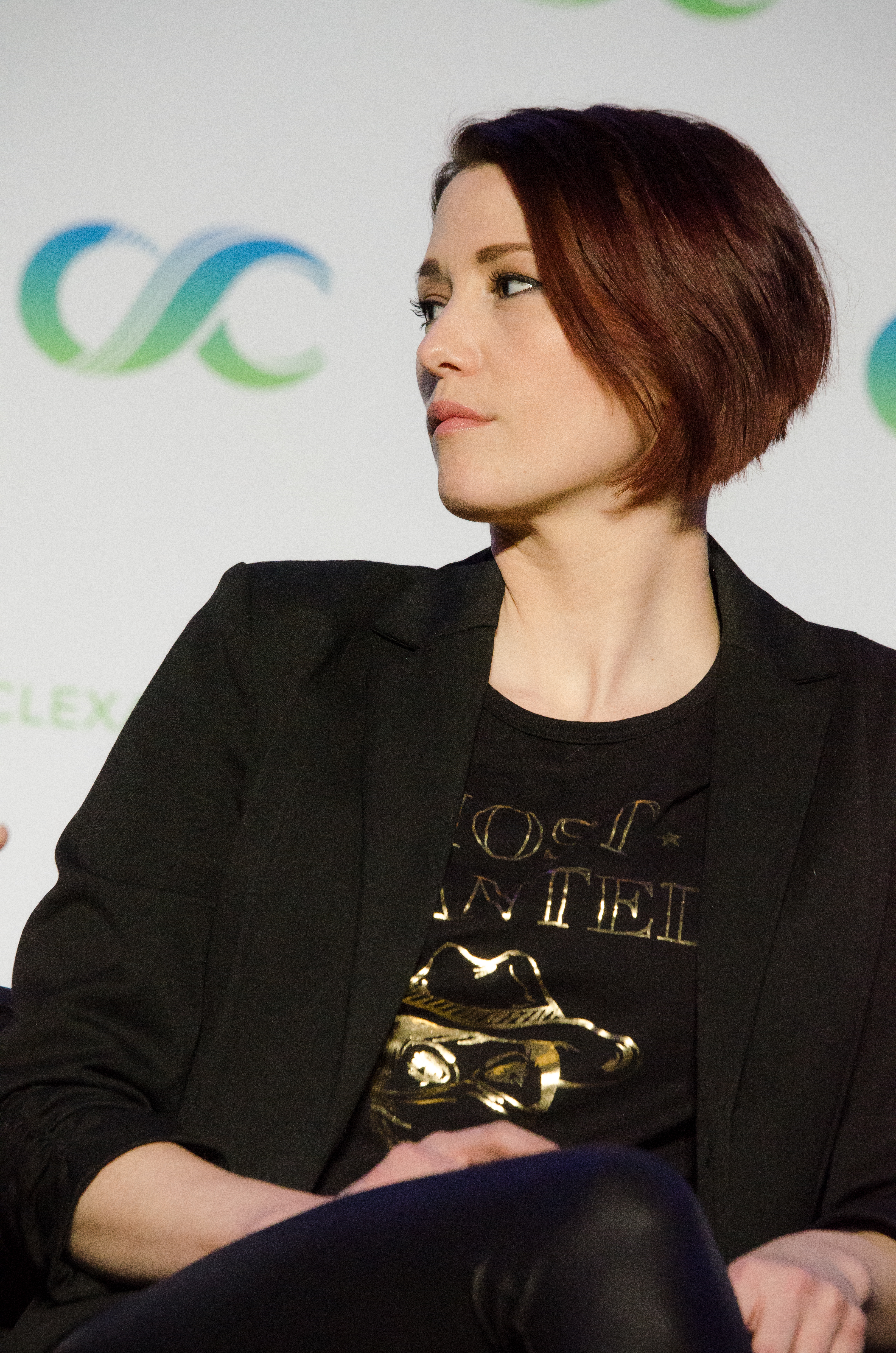
Chyler Leigh interprète Alexandra "Alex" Danvers
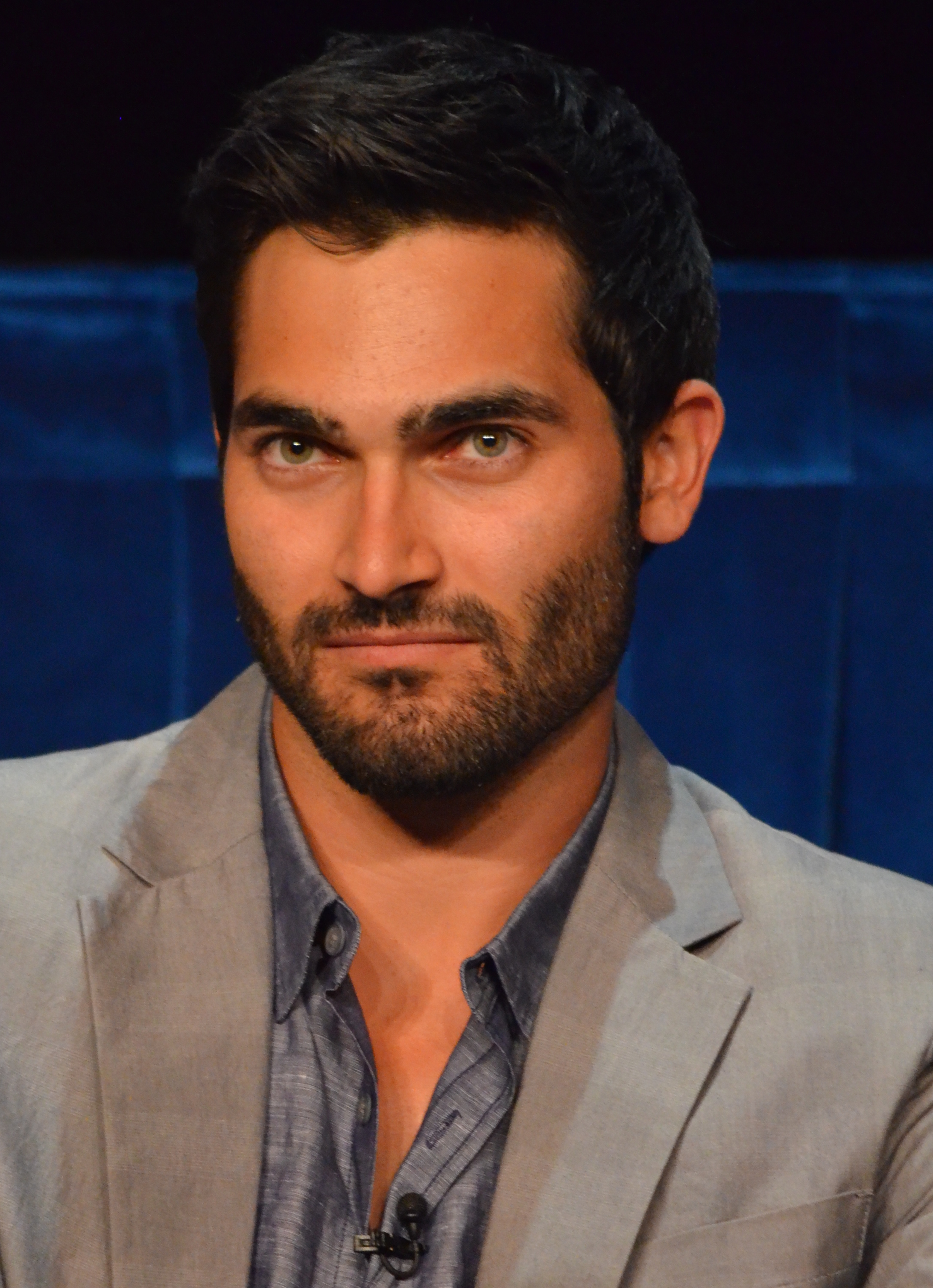
Tyler Hoechlin incarne Clark Kent / Superman.
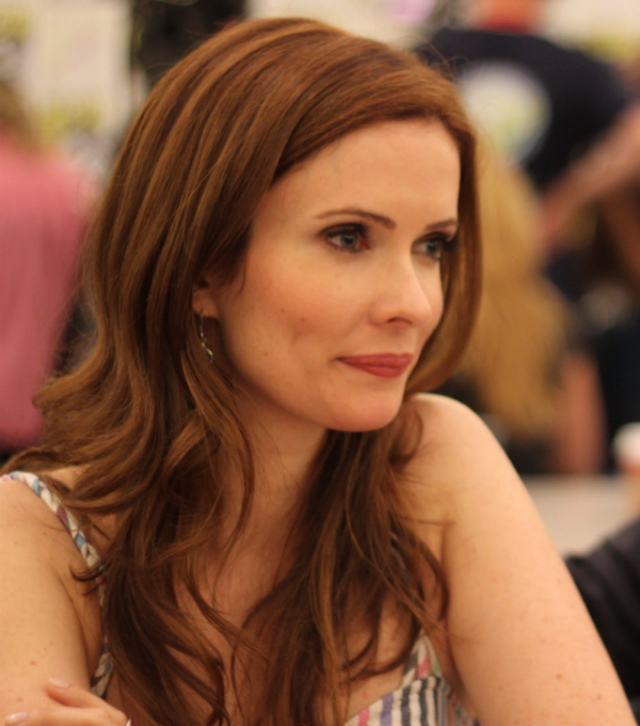
Bitsie Tulloch incarne Lois Lane
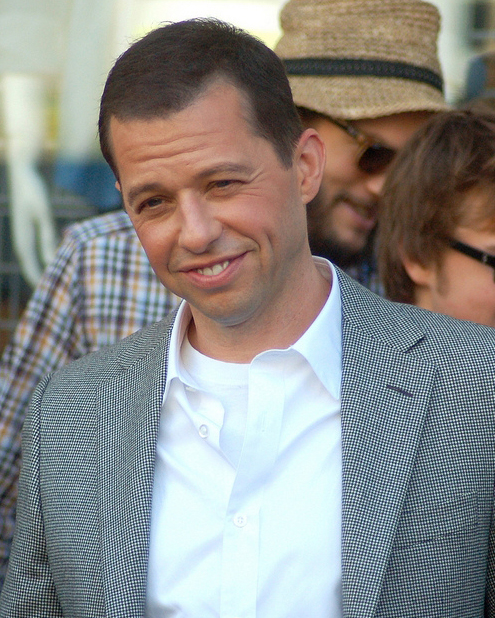
Jon Cryer incarne Lex Luthor
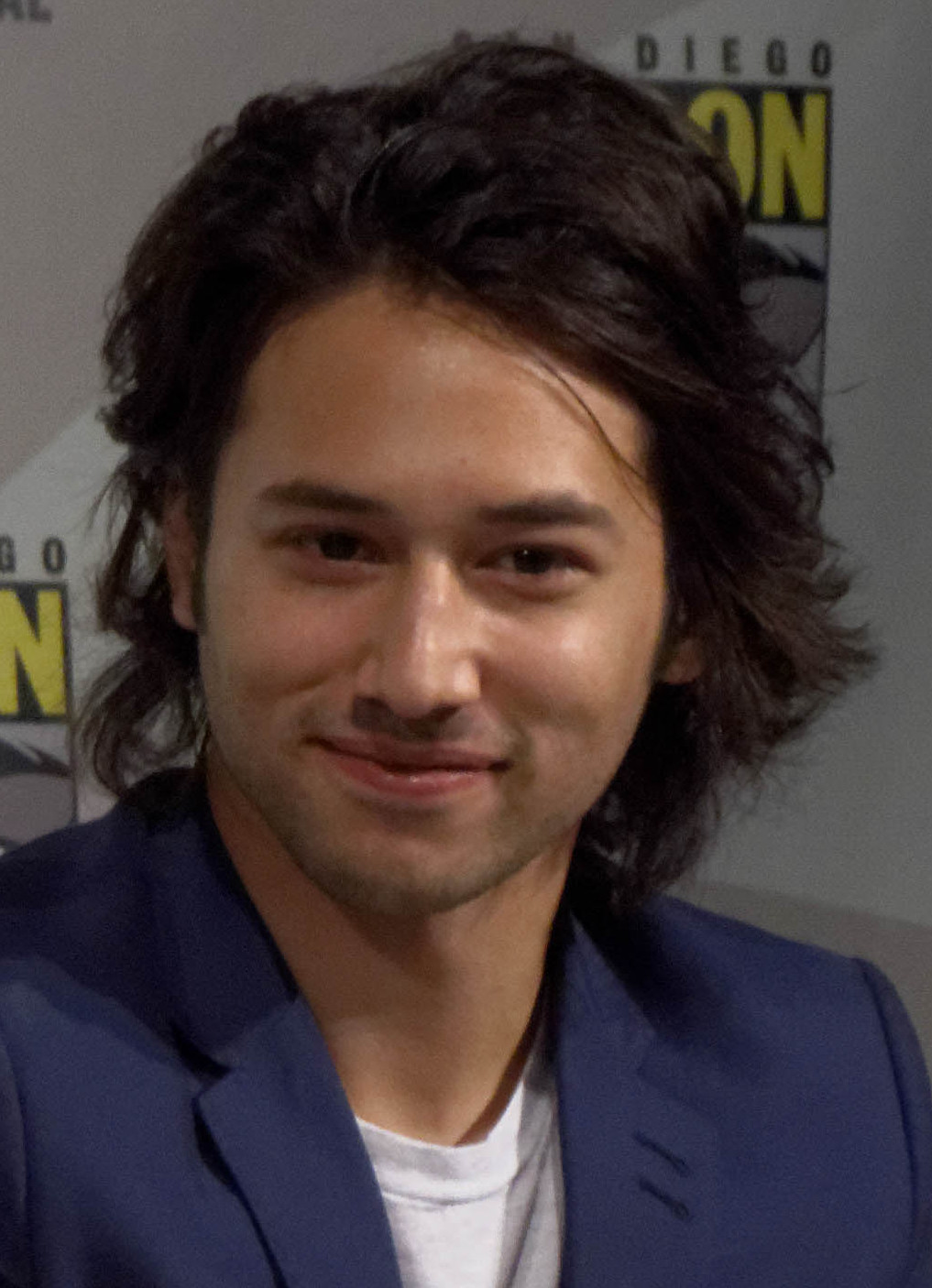
Jesse Rath interprète Brainiac 5
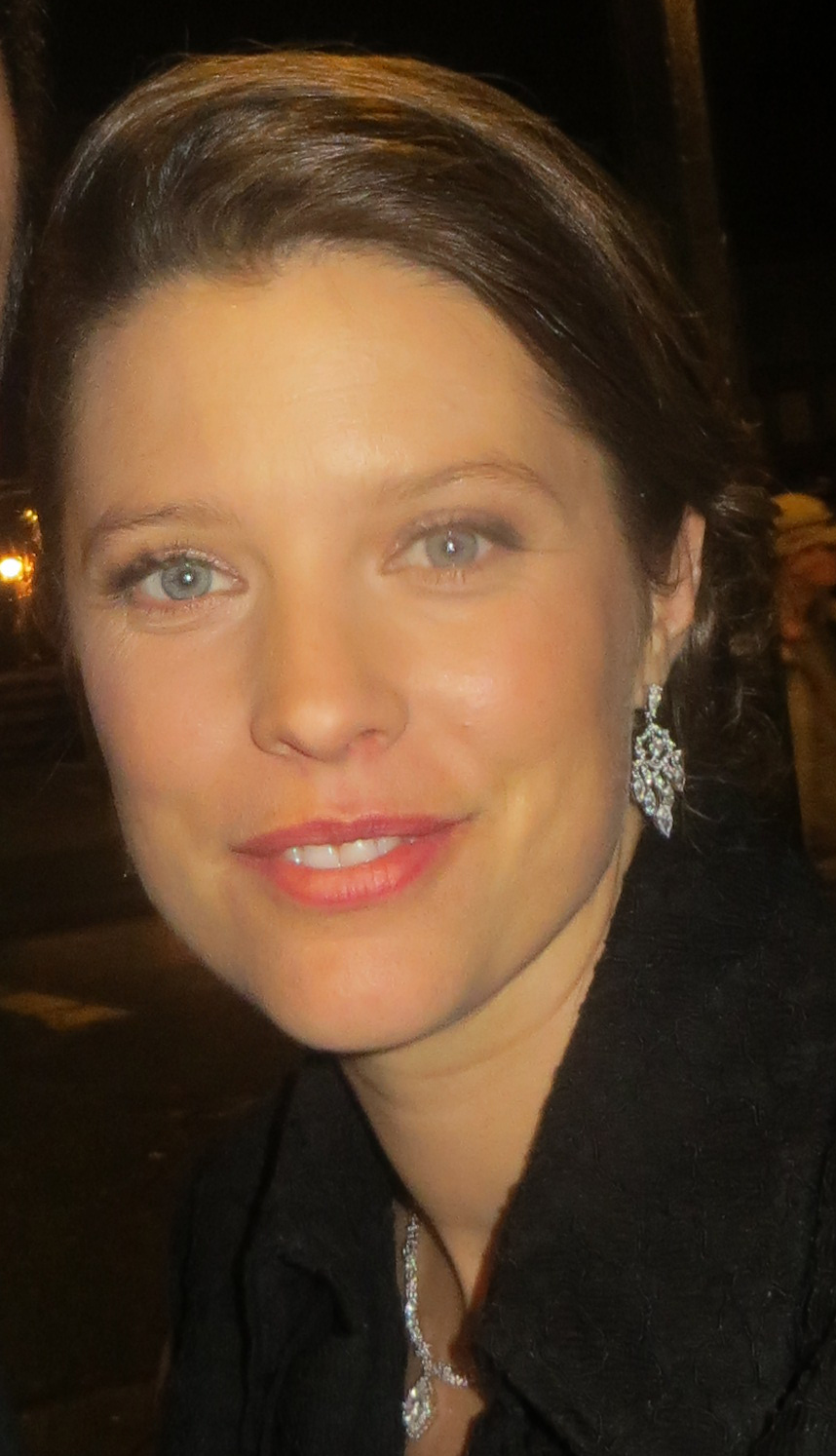
Audrey Marie Anderson interprète Lyla Michaels / Harbinger
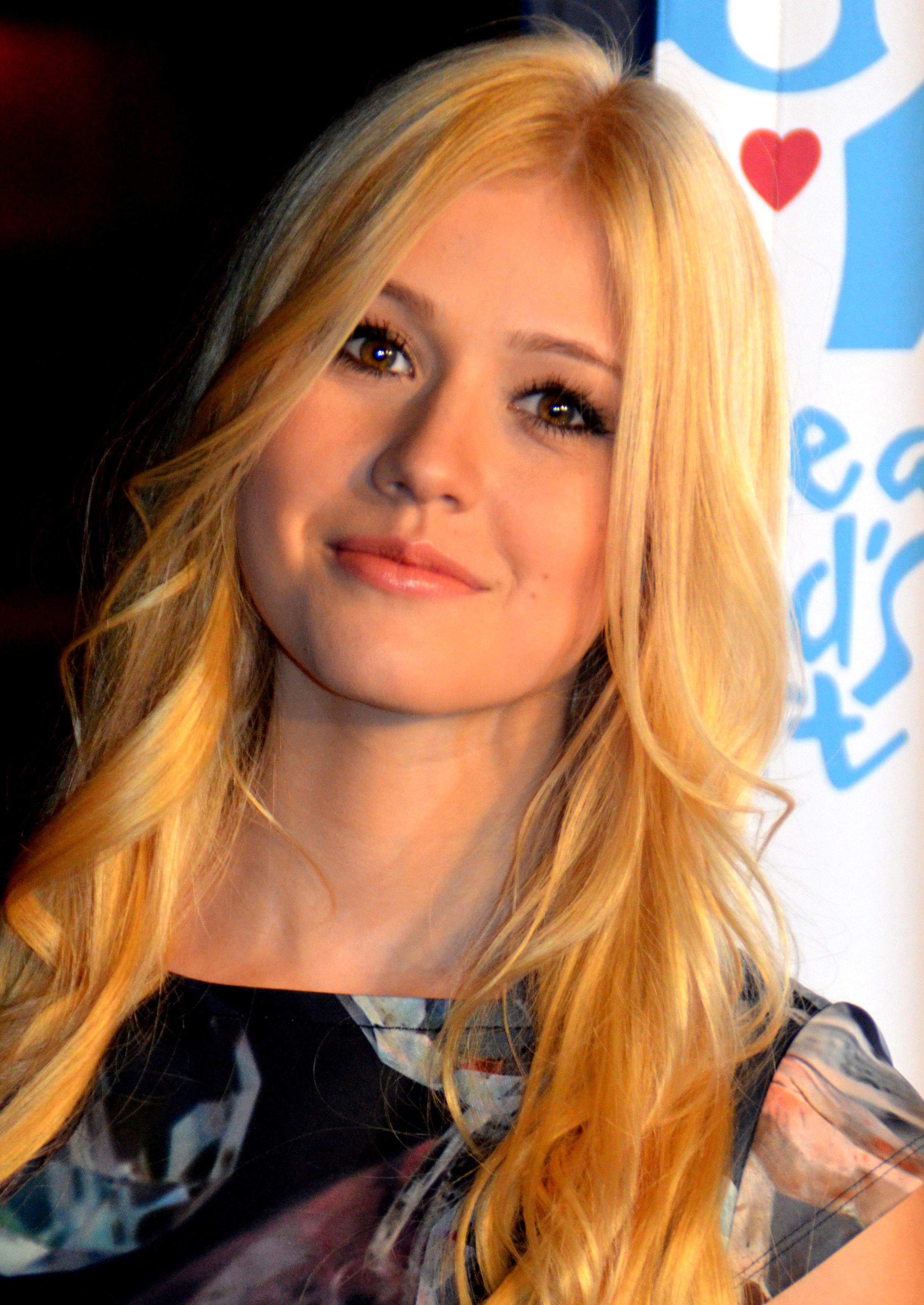
Katherine McNamara interprète Mia Smoak / Blackstar.
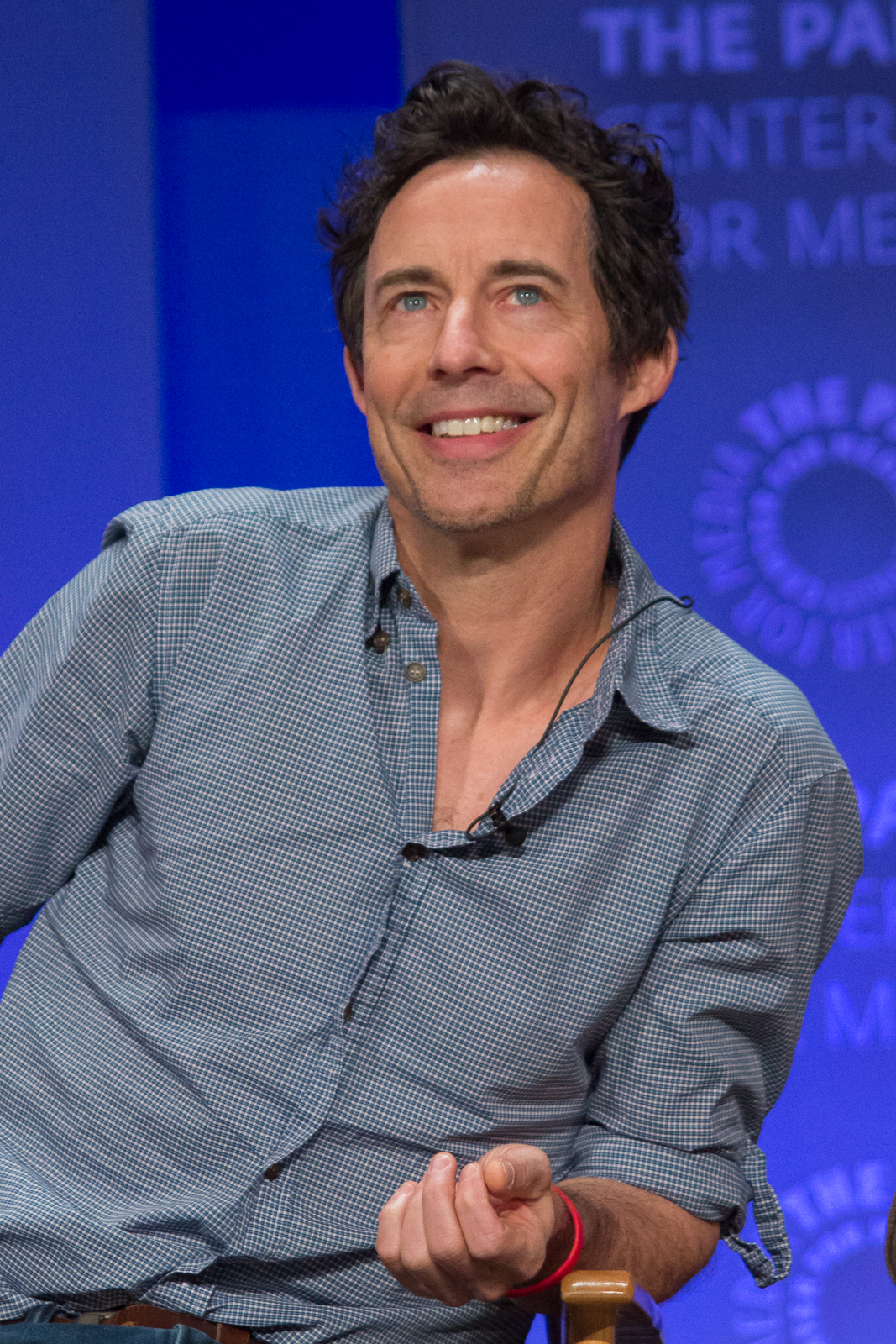
Tom Cavanagh incarne Pariah
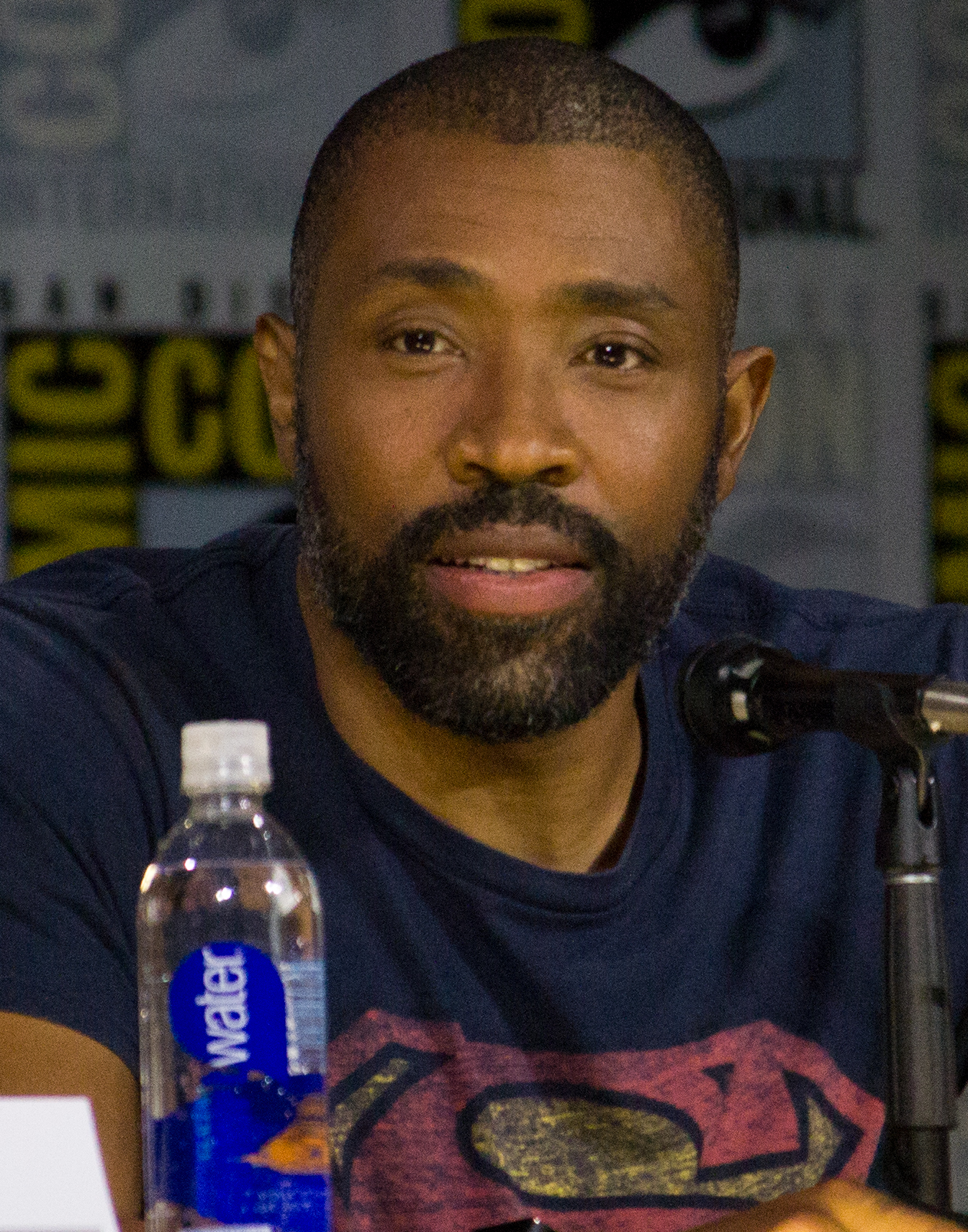
Cress Williams incarne Jefferson Davis / Black Lightning
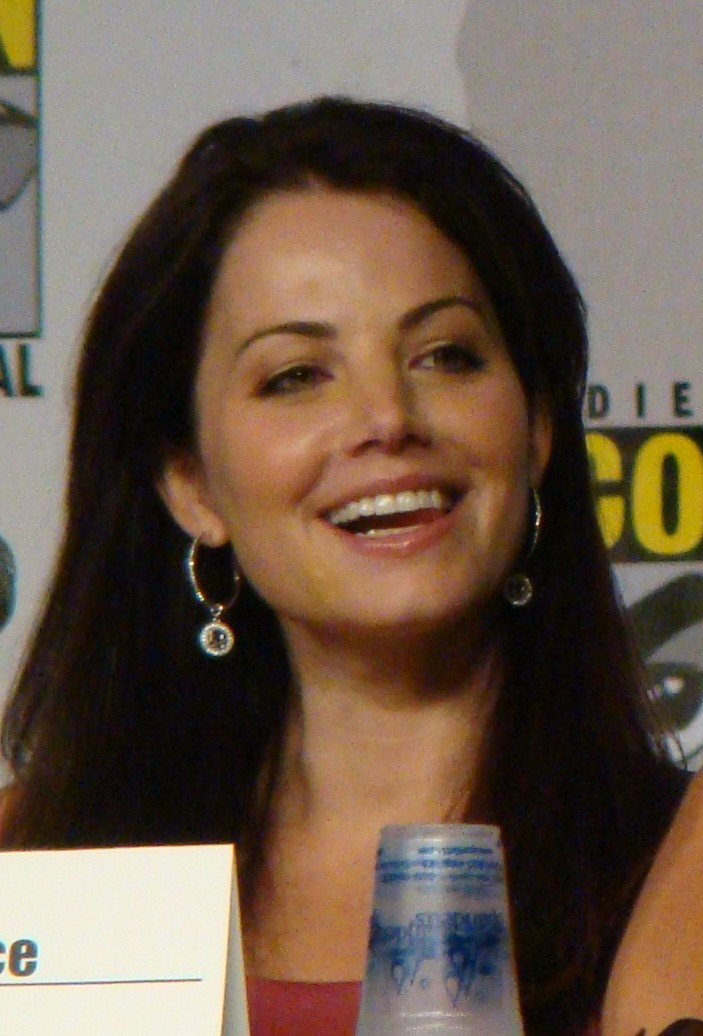
Erica Durance interprète Loïs Lane
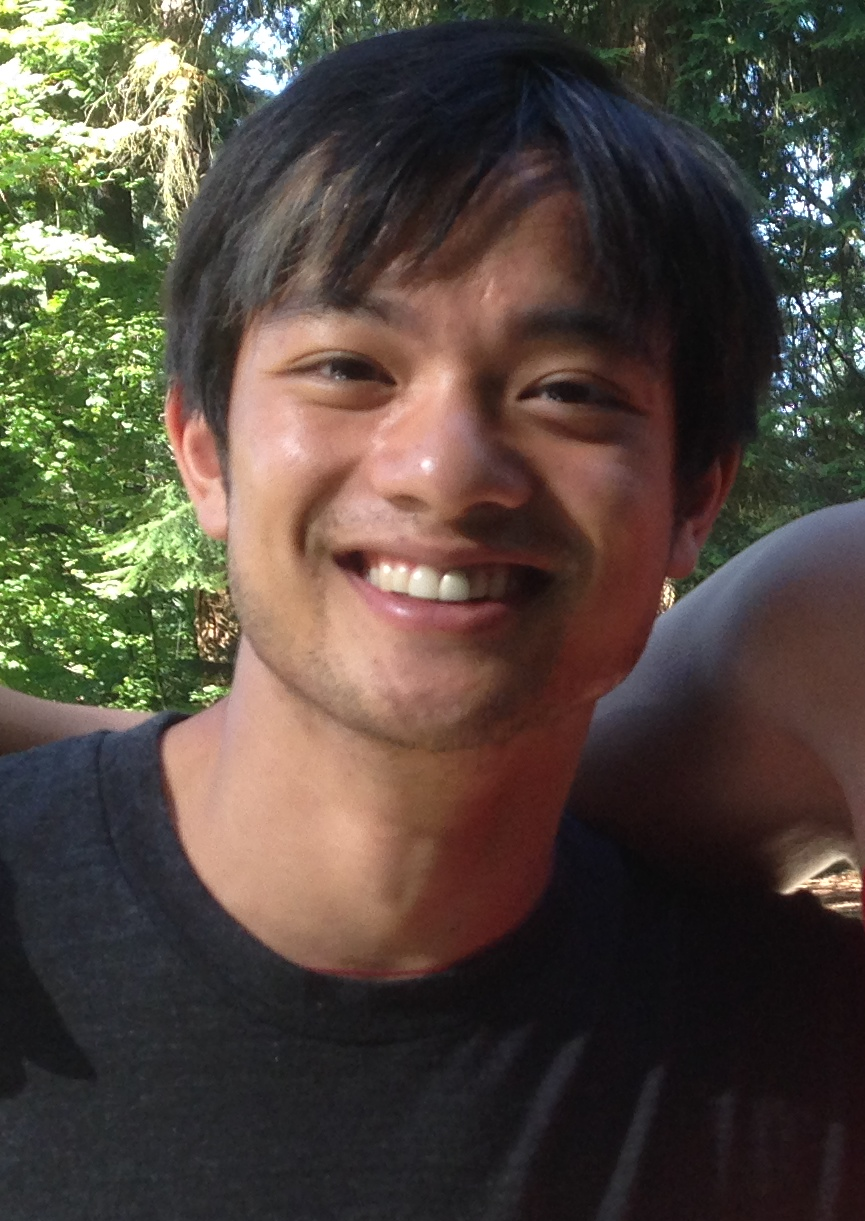
Osric Chau interprète Ryan Choi / Atom II

### Acteurs récurrents
- Hartley Sawyer (VF : Donald Reignoux) : Ralph Dibny / Elongated Man (Terre-1)
- Katie McGrath (VF : Adeline Moreau) : Lena Luthor (Terre-38)
- Nicole Maines : Nia Nal / Dreamer (Terre-38)
- John Wesley Shipp (VF : Philippe Catoire) : Barry Allen (Terre-90)[11]
- Wentworth Miller (VF : Xavier Fagnon) : Leonard Snart / Captain Cold (Terre-74) (caméo vocal)
- Azie Tesfai : Kelly Olsen (Terre-38)
- Kevin Conroy (VF : Emmanuel Jacomy): Bruce Wayne (Terre-99)[12]
- Camrus Johnson : Luke Fox (Terre-99)
- Burt Ward : Dick Grayson / Robin (Terre-66) [13]
- Johnathon Schaech : Jonah Hex (Terre-18)[14]
- Tom Welling (VF : Tony Marot): Clark Kent (Terre-167)  [15]
- Erica Durance : Alura Zor-El (Terre-38) et Loïs Lane (Terre-167)  [16]
- Ashley Scott : Helena Kyle / Huntress (Terre‐203) [17]
- Stephen Lobo : Jim Corrigan[18]
- Tom Ellis (VF : Damien Ferrette) : Lucifer Morningstar (Terre-666)
- Ezra Miller (VF : Gauthier Battoue) : Barry Allen / Flash
- Nick Zano (VF : Jean-François Cros) : Nathaniel Heywood / Steel (Terre Prime)
- Jes Macallan (VF : Gaëlle Savary) : Ava Sharpe (Terre Prime)
- Alan Ritchson : Hank Hall / Hawk (Terre-9) (caméo non crédité)
- Curran Walters : Jason Todd / Robin (Terre-9) (caméo non crédité)
- Russell Tovey : Ray Terrill / The Ray (Terre-X) (caméo non crédité)
- Dina Meyer : Barbara Gordon / Batgirl / Oracle (Terre‐203) (caméo vocal non crédité)
- Brec Bassinger : Courtney Whitemore / Stargirl (caméo non crédité) [19]

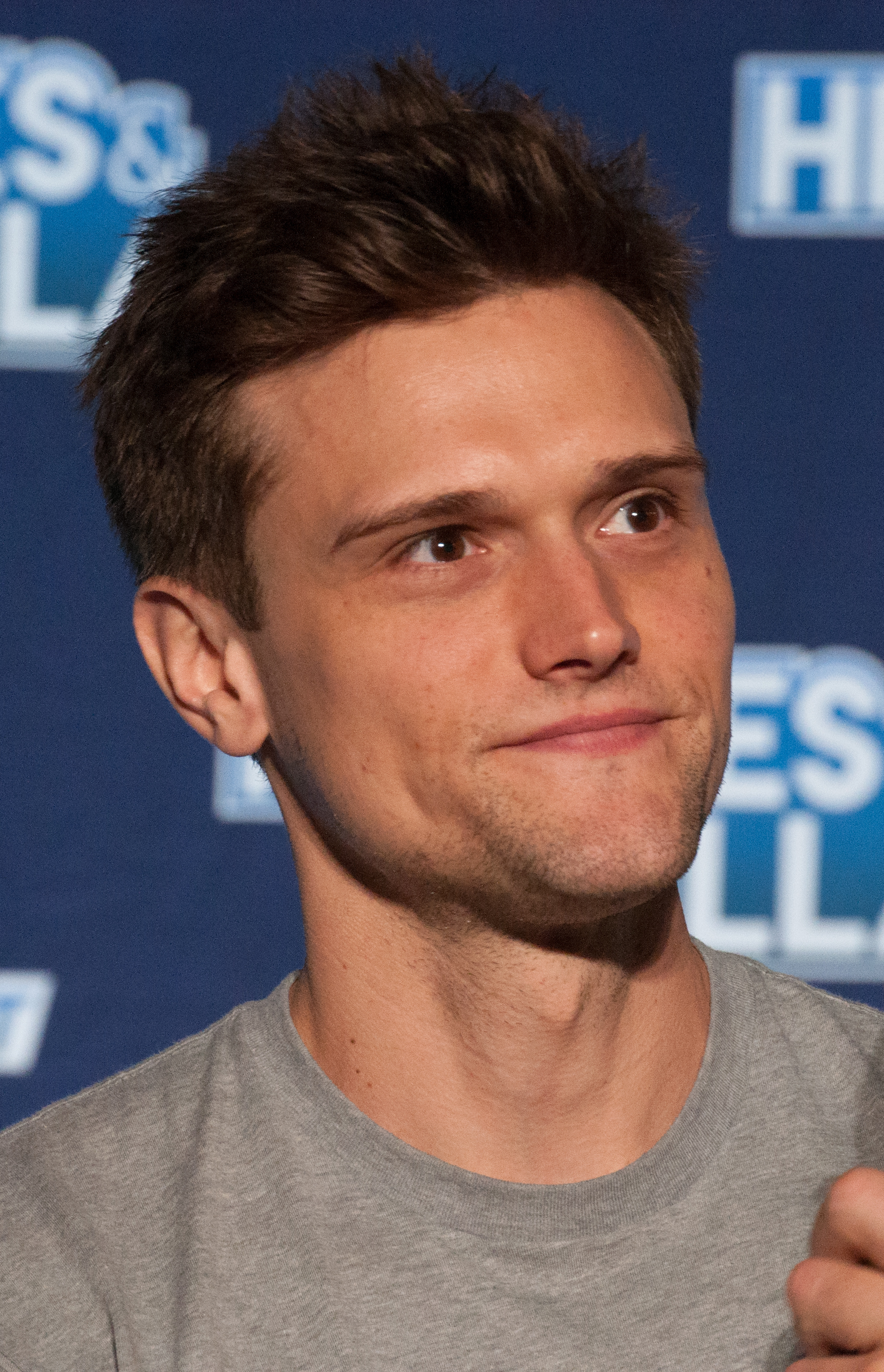
Hartley Sawyer interprète Ralph Dibny / Elongated Man
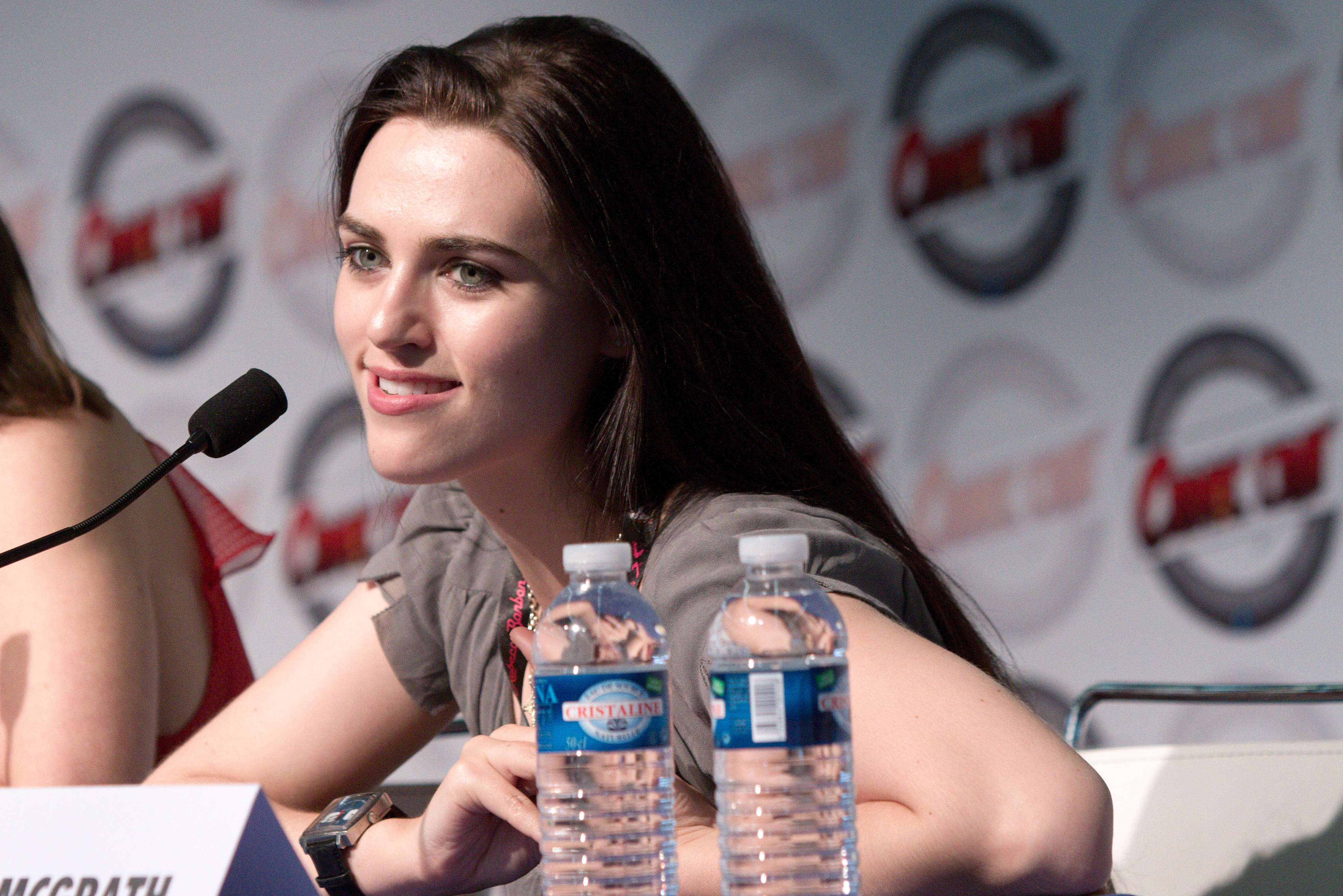
Katie McGrath interprète Lena Luthor
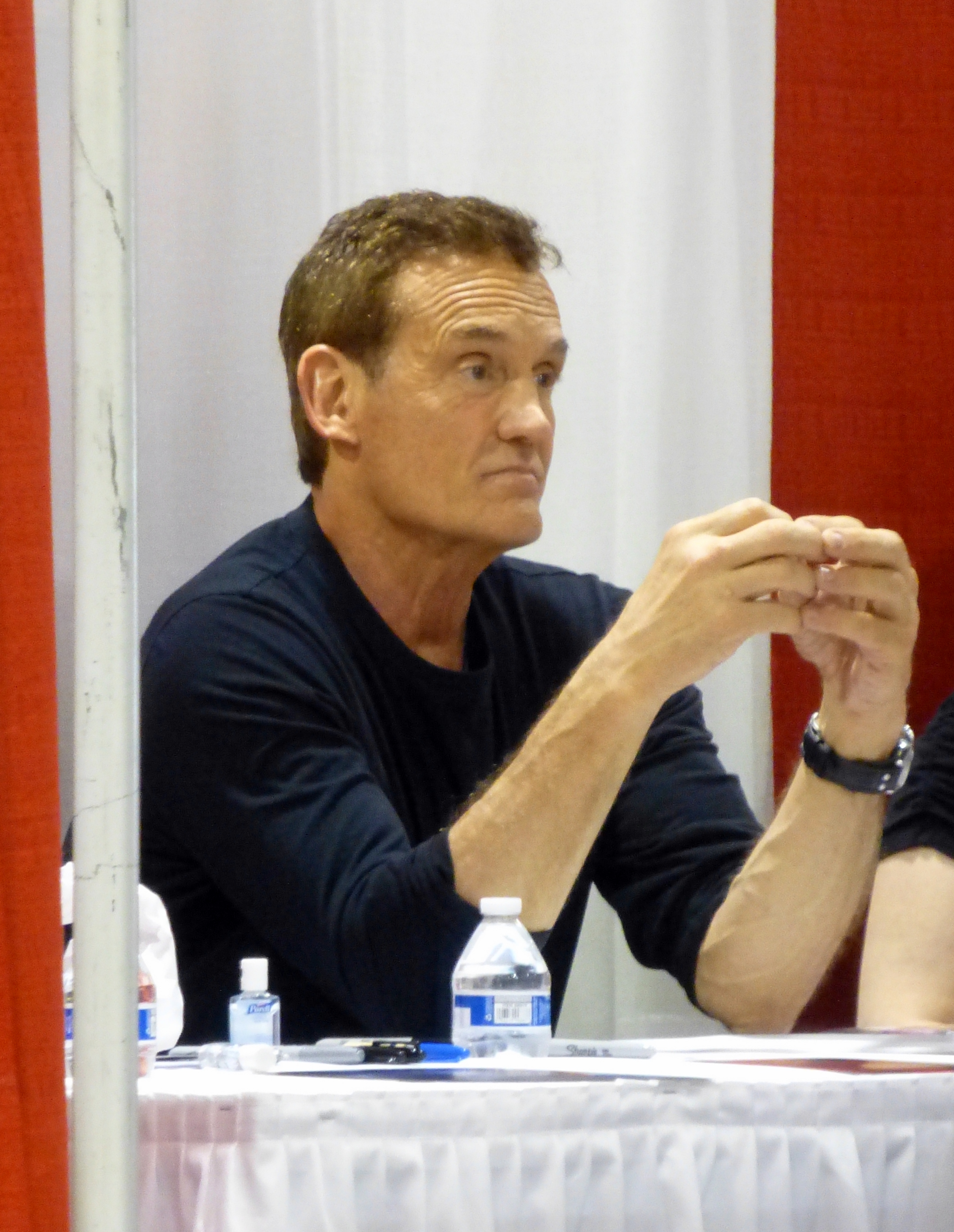
John Wesley Shipp interprète Jay Garrick / Flash
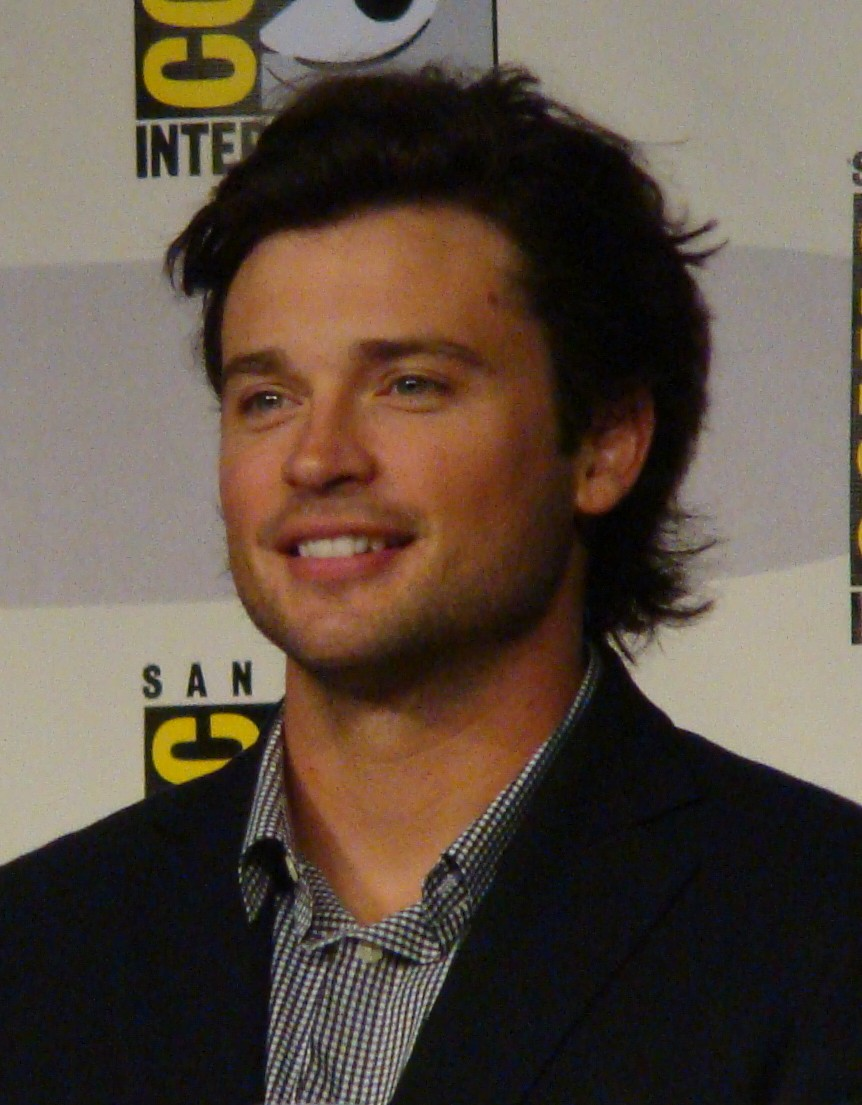
Tom Welling interprète Clark Kent
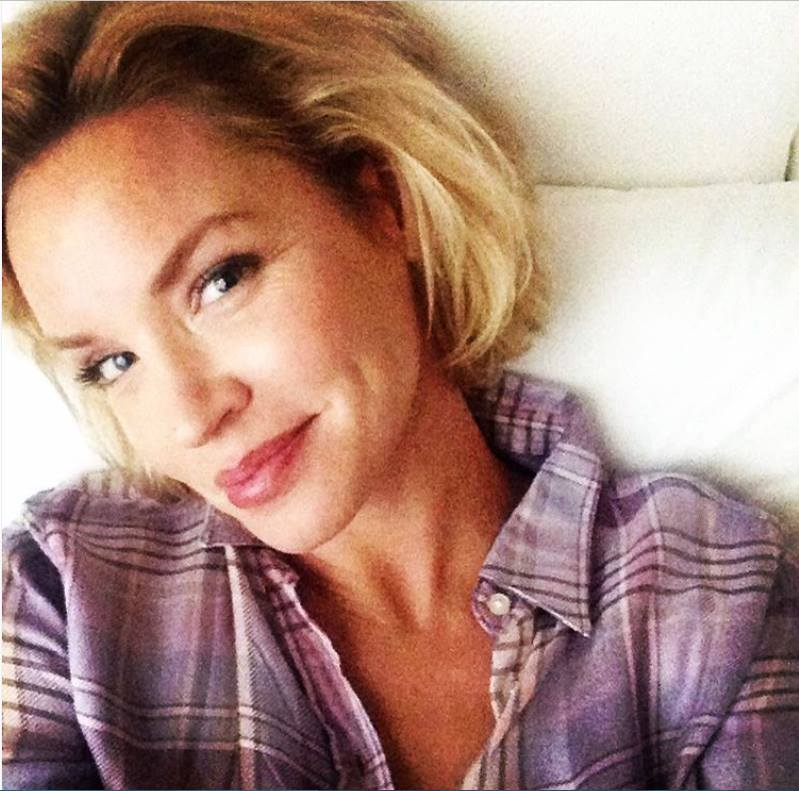
Ashley Scott interprète Helena Kyle / Huntress
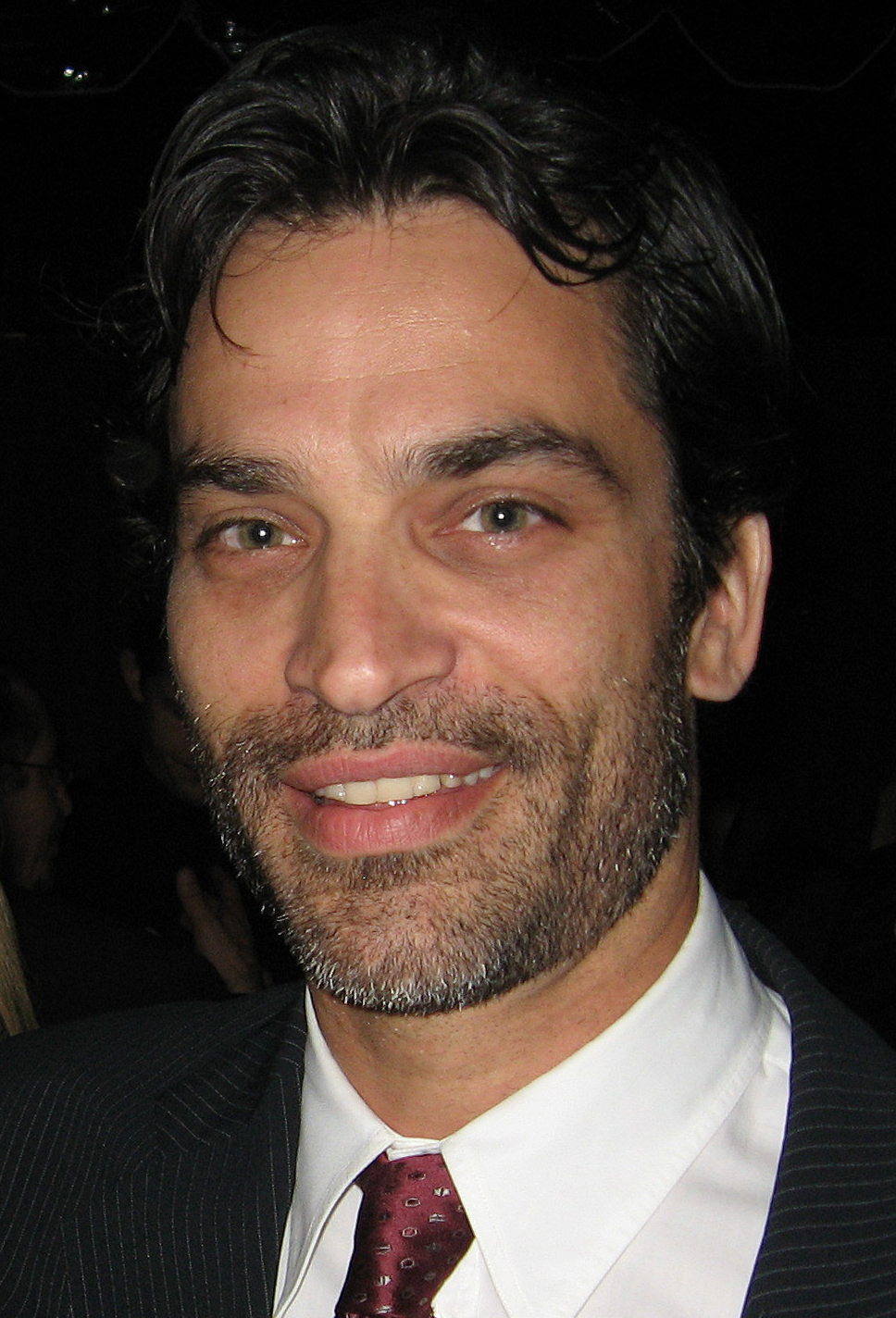
Johnathon Schaech interprète Jonah Hex
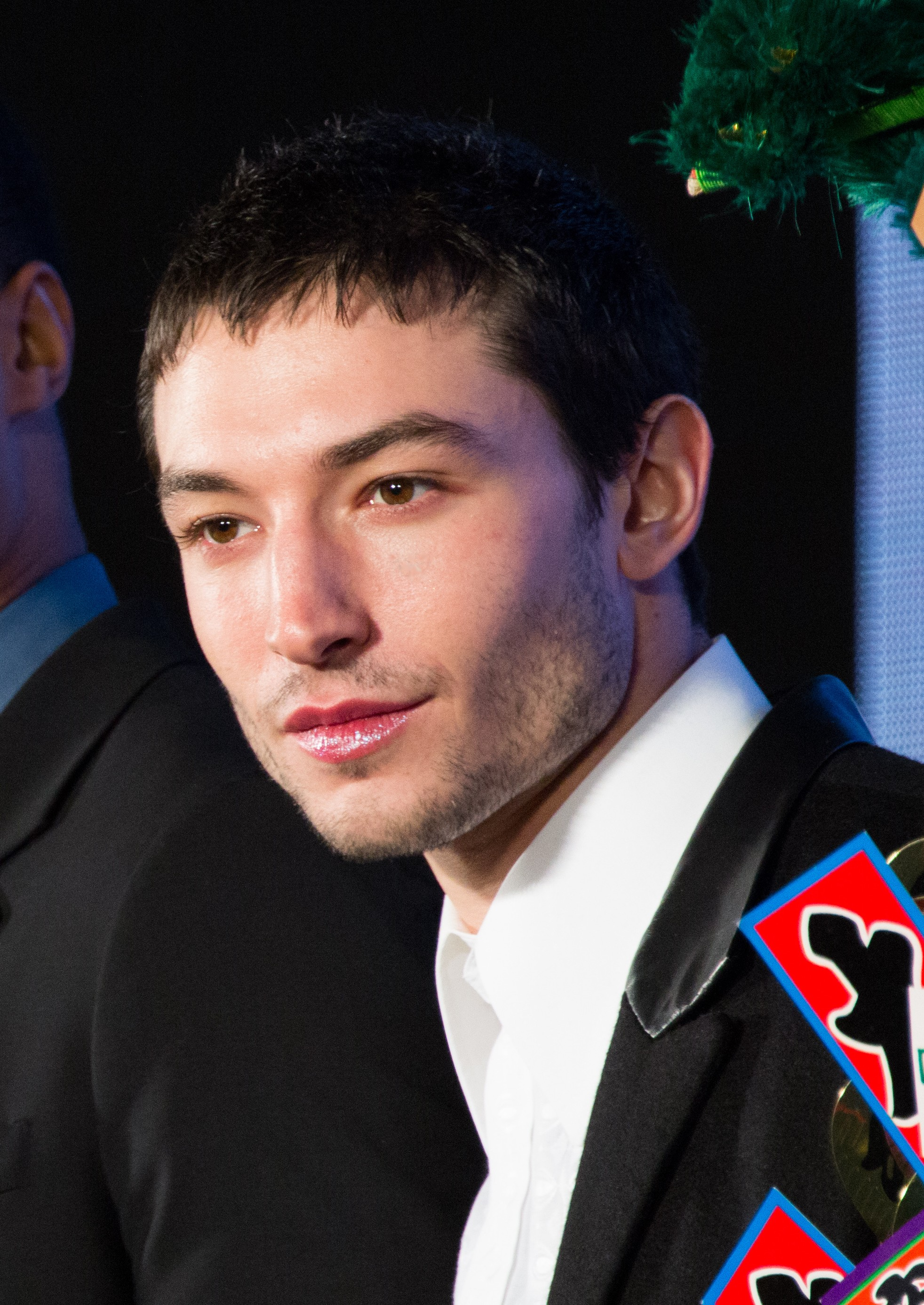
Ezra Miller interprète Barry Allen / Flash
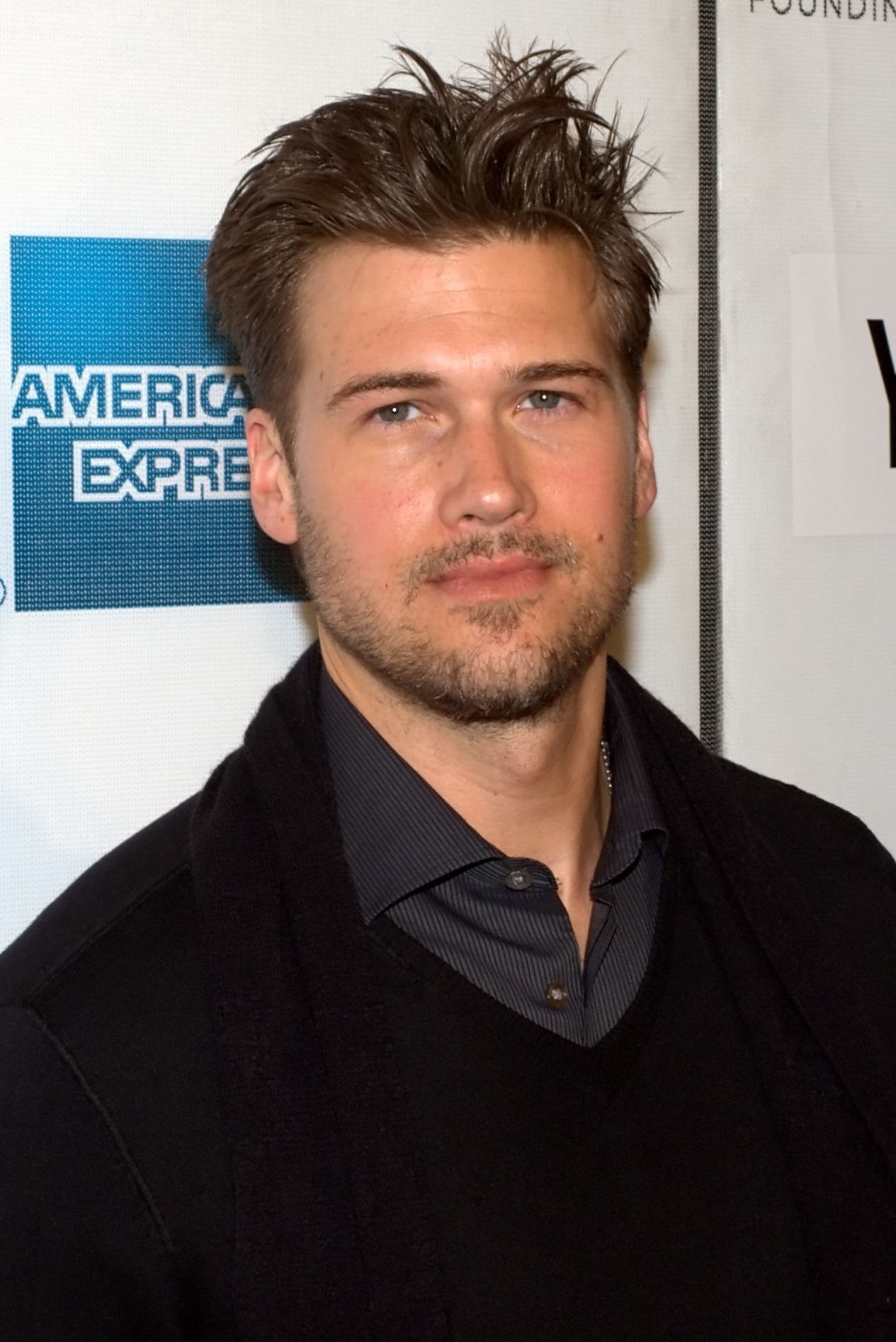
Nick Zano interprète Nathaniel Heywood / Commander Steel.
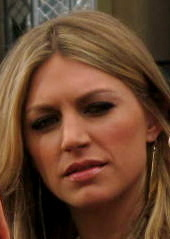
Jes Macallan interprète Ava Sharpe.
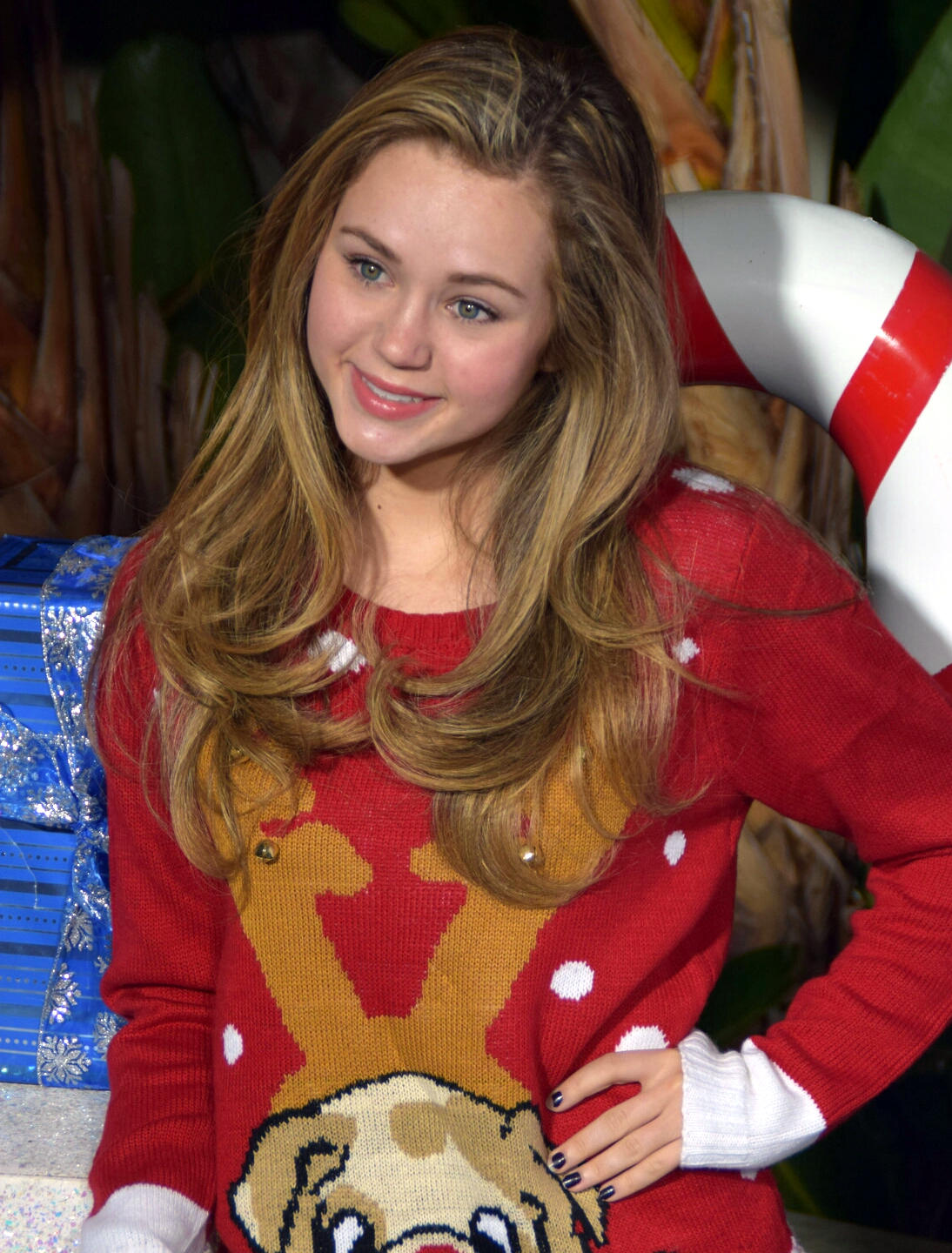
Brec Bassinger intérprète Courtney Whitemore / Stargirl

## Production

### Développement
Depuis l'introduction du personnage de Barry Allen dans la deuxième saison de la série Arrow, la CW a développé un univers partagé de séries, couramment désigné comme l'Arrowverse et, depuis 2014, met en place un crossover annuel.
En octobre 2014, le pilote de Flash évoque cet événement, le producteur Greg Berlanti confirme qu'il s'agit de la fameuse « Crise » des comics.
En décembre 2018, juste après la fin de Elseworlds, la CW a révélé que le crossover suivant sera adapté de l'arc Crisis on Infinite Earths.
En mai 2019, la CW commande la série Batwoman et révèle que le personnage participera au crossover. La chaîne annonce également que Legends of Tomorrow fera également partie de l'événement, après son absence lors d'Elseworlds.  
En juillet 2019, la production annonce que Brandon Routh reprendra son rôle de Superman, qu'il a tenu dans le film Superman Returns, dans une version adaptée de l'arc Kingdom Come, les acteurs Tyler Hoechlin, Bitsie Tulloch et Jon Cryer reprendront leurs rôles de Superman, Lois Lane et Lex Luthor. L'acteur Burt Ward connu pour son rôle de Dick Grayson / Robin dans la série Batman de 1966 fera un caméo. Les acteurs Tom Cavanagh et LaMonica Garrett interprèteront, en plus de leurs rôles originaux, deux autres personnages, respectivement Pariah et l'Anti-Monitor,.
En août 2019, la CW annonce que Kevin Conroy incarnera une version future de Bruce Wayne. L'acteur Cress Williams reprendra son rôle de Black Lightning tenu dans la série du même nom. Ce même mois le producteur Marc Guggenheim confirme qu'il y a eu des discussions pour que l'actrice Lynda Carter reprenne son rôle de Diana Prince / Wonder Woman tenue dans la série Wonder Woman mais qu'il y avait peu de chances que les négociations aboutissent. Le producteur révèle également qu'il espère qu'au moins un personnage de la série Smallville fasse une apparition.
En septembre 2019, l'acteur Tom Welling est confirmé par le producteur et scénariste Marc Guggenheim. L'acteur y reprendra son rôle de Clark Kent / Superman tenu entre 2001 et 2011 dans Smallville. Le lendemain, l'actrice Erica Durance, déjà apparue dans Supergirl, est confirmée pour reprendre son rôle de Lois Lane.
Les 26 et 27 septembre 2019, il est annoncé que Osric Chau incarnera Ryan Choi (qui est connu pour être le quatrième Atom dans les comics), un professeur d'université qui voit sa vie bouleversé avec la crise approchant. L'actrice Ashley Scott reprendra son rôle de Helena Kyle / Huntress qu'elle avait joué dans la série Les Anges de la nuit (Birds of Prey)  annulée en 2004 faute d'audience.

### Écriture
L'histoire est créée par Greg Berlanti avec Marc Guggenheim et l'auteur du comics Marv Wolfman.

### Tournage
Le tournage a commencé le 23 septembre 2019 à Vancouver comme l'ont révélé les comptes Instagram des acteurs Tom Welling, Erica Durance, Bitsie Tulloch, Katie Cassidy et Katherine McNamara. 
Le tournage principal s'est terminé le 11 novembre. La production procède ensuite à des reshoots.

## Musique
Les compositeurs Blake Neely et ses collaborateurs Nathaniel Blume, Sherri Chung et Daniel Chan ont commencé à écrire la musique le 20 novembre 2019. Plusieurs thèmes classiques ont été repris comme Easter eggs, après plusieurs années de négociation pour obtenir les droits. On peut ainsi entendre le thème de la série télévisée Batman de 1966 et du film Batman de 1989.

## Diffusion
La diffusion des cinq parties est prévue sur quatre jours : le premier épisode, pour Supergirl, aura lieu le 8 décembre 2019, le deuxième, pour Batwoman, le 9 décembre, puis la troisième, pour Flash le 10 décembre. Les parties 4 et 5, pour Arrow et Legends of Tomorrow, seront diffusées le 14 janvier 2020. La partie 5 ne servira pas de season premiere pour la saison 5 de Legends of Tomorrow. Il est à noter le visionnage de l'arrivée de Black Lightning dans l'épisode 9 de la saison 3, l'action se situant juste avant la partie 3  de ce crossover.

## Accueil

### Audiences
| Série                                         | Date de diffusion | Part d'audience (chez les 18–49 ans) | Spectateurs (millions) | Live +7 Part d'audience (18–49) | Live +7 Total spectateurs (millions) |
| --------------------------------------------- | ----------------- | ------------------------------------ | ---------------------- | ------------------------------- | ------------------------------------ |
| Supergirl saison 5, épisode 9                 | 8 décembre 2019   | 0.7                                  | 1,67                   | 1                               | 2,67                                 |
| Batwoman saison 1, épisode 9                  | 9 décembre 2019   | 0,6                                  | 1,69                   | 1                               | 2,68                                 |
| Flash saison 6, épisode 9                     | 10 décembre 2019  | 0,7                                  | 1,71                   | 1                               | 2,71                                 |
| Arrow saison 8, épisode 8                     | 14 janvier 2020   | 0.5                                  | 1,40                   | 0,9                             | 2,44                                 |
| Legends of Tomorrow saison 5, épisode spécial | 14 janvier 2020   | 0.5                                  | 1,36                   | 0,9                             | 2,38                                 |